# サンドマン (ヴァーティゴ)
『サンドマン』（原題: The Sandman）は、DCコミックスから刊行されたニール・ゲイマン原作のコミックブックシリーズ（1989–1996年、全75号）。コミックの読者層以外にもファンを持つカルト的なヒット作となり、新しい刊行形態であったグラフィックノベルの普及の一翼を担った。批評家からの評価も高く、1991年にはシリーズ中の1号が世界幻想文学大賞最優秀短編賞を受賞した。

## 概要

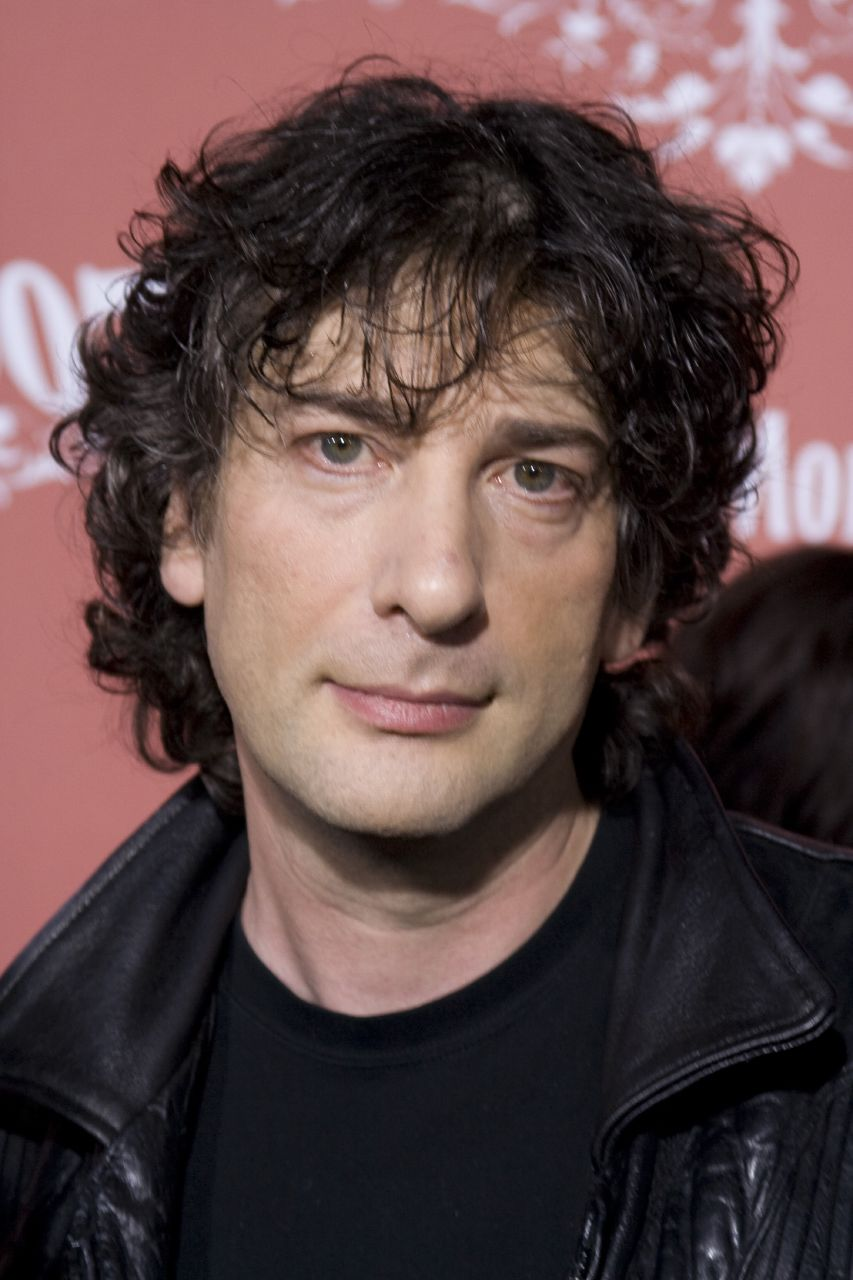
原作者ニール・ゲイマン（2007年）。多くの読者はゲイマンの外見が主人公ドリームとよく似ていると考えている（乱れた髪や、黒しか着ない主義など）。

創刊時のペンシラー（鉛筆画の下絵）はサム・キースが、インカー（ペン入れ）はマイク・ドリンゲンバーグが担当したが、後に多くの作画家が制作に参加した。シリーズを通じてレタリングはトッド・クライン、表紙画はデイヴ・マッキーンによる。オリジナルシリーズは月刊コミックブックとして1989年から1996年にかけて全75号が発行され、第47号からはDC社の新インプリントヴァーティゴに移籍して主力タイトルとなった。後に全10巻のペーパーバック単行本、箱入りハードカバー、注釈入り版などが販売されているほか、完結後20年以上にわたってスピンオフ作品の刊行が続いている。映像化は早くから何度も企画されたが難航し、2022年に初めてNetflixによるドラマシリーズが配信された。日本では1990年代に一部の巻が翻訳され、2023年に新訳での再刊が始まった。
永遠不滅の存在であった主人公ドリームは人間の虜囚となり、それによって自らの中に生じた変化と向き合う中で、生き方を変えるか死かの選択を迫られる。本作は初め典型的なダーク・ホラーとして始まったが、後に古今の神話の要素を取り入れて精緻に構成されたファンタジーとなり、最終的にドリームを悲劇の主人公として結末を迎える。ドリーム（夢）はエンドレス（終わりなき者）と呼ばれる7体の兄弟姉妹の一人で、ほかにはデス（死）、デザイア（欲望）などがいる。これら形而上的概念が擬人化されたキャラクターのほか、神話や歴史上の人物がDCコミックスの設定世界で物語を展開する。
本作は批評家から高く評価され、『マウス』『ウォッチメン』『バットマン: ダークナイト・リターンズ』と並んで、一般書と同列に『ニューヨーク・タイムズ』のベストセラーリストに載せられたわずかなグラフィックノベル（長編コミック本）の一つとなった。『エンターテインメント・ウィークリー』誌が「1983–2008年の書籍100選」リストに挙げたグラフィックノベル5冊に入り、第46位を占めた。コミック作品として初めて世界幻想文学大賞を受賞したことは話題を呼んだ。ノーマン・メイラーは本作を「知識人のためのコミック・ストリップ」と呼んだ。本作で筆名を上げた作者ニール・ゲイマンは小説や映像作品の脚本などにも活躍の場を広げた。

## あらすじ
主人公ドリームは夢が具現化した存在で、モルフェウスなど多くの異名を持つ。ドリームはエンドレスと呼ばれる7体の兄弟姉妹の一人で、上に兄デスティニーと姉デスがおり、下には弟デストラクション、弟／妹デザイア、妹デスペア、妹デリリウムがいる。彼らは概念や現象が人格を取ったもので、宇宙全体にわたってその現象を管理する義務を負っており、自らの支配する領域では強大な力を持つ。神と同一視されることもあるが、人間が信仰する神々よりも早く、世界そのものと同じ時期に生まれたとされる。
物語の冒頭で、ドリームは魔術教団によって70年にわたり囚われの身となった。刊行時の現代に至って脱出を果たしたドリームは幽閉者に復讐し、荒れ果てた夢の王国の再建に取り掛かる。かつてのドリームは古代神のような厳格さを備え、自他の感情に関心を持たず、自尊心のため冷酷に振る舞うこともあったが、長年の幽閉から得た教訓により変わり始める。しかし、彼のように数10億年にわたって存在してきた者にとって、新しい生き方を身につけるのはとてつもない難事であった。ドリームはかつての恋人を地獄に落としたことや、エンドレスの存在意義に疑問を抱いて出奔した弟を傍観したことなど、過去に犯した過ちを償おうとする。しかしその中で、長年にわたって背を向けてきた息子オルフェウスを殺すことを余儀なくされる。打ちのめされたドリームは、彼を罰しようとする復讐の女神エリーニュスに自身の命を差し出す。そして、彼が後継者に選んだ、より慈しみ深い存在がドリームの新しい人格となる。
物語は主にドリームが支配する夢の王国ドリーミングおよび「目覚めた者の世界」を舞台として展開され、折に触れて地獄、妖精国、アスガルド、またほかのエンドレスの領域が描かれる。本作は公式にDCユニバース（DCコミックス社のシェアード・ワールド）内の物語とされているが、その主流であるスーパーヒーロー・キャラクターは初期の数巻を除けばほとんど登場しない。メインストーリーは現代の出来事として書かれているが、歴史上の人物や出来事を扱った短編エピソードも数多い。短編 Men of Good Fortune はその一例で、数世紀にわたるイングランドの変遷が描かれており、ウィリアム・シェイクスピアなどが登場する。

## 各巻の内容
第3、6、8巻は1号完結の短編を集めたものである。それ以外の巻にはそれぞれ一つの長編ストーリーが収録されているが、途中でテーマを要約・補足するための短編が挿入される構成が多い。

### 第1巻: プレリュード&ノクターン

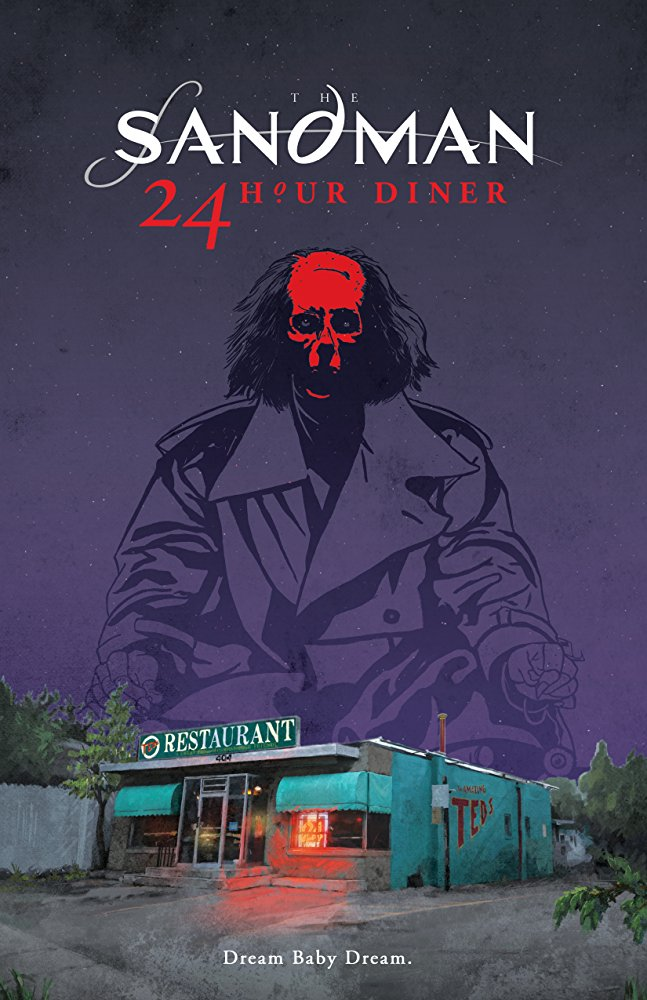
ファンが第6話を映像化した作品 Sandman: 24 Hour Diner のポスター。

第1–7号は More Than Rubies という長編ストーリーを構成している。各号はそれぞれ趣向の異なるホラーストーリーとして書かれており、第1号 Sleep of the Just は古典的なイングリッシュ・ホラー、第2号 Imperfect Hosts はDC社やECコミックスのホラーシリーズの伝統に沿ったもの、第4号 A Hope in Hell はパルプ雑誌『アンノウン』風の物語である。第6号 24 Hours は短編ホラーストーリーとして評価が高く、DCコミックスによって自社のホラーコミックのオールタイムベスト1に挙げられている。作者ゲイマンはこの号をシリーズ中のホラー要素の極北と位置づけており、平凡な人々が理不尽な破滅を迎える様子を描くことで、それ以降の号で予定調和的な展開を予想させないようにする意図があったと語っている。

第8話の舞台、ワシントン・スクエア公園。

第8号 The Sound of Her Wings はエピローグとなる独立した物語で、エンドレスの兄弟姉妹の二人目であるデスが登場した。この号は作品全体の転機と考えられており、これ以降、物語の焦点はドリーム個人に移っていく。担当編集者カレン・バーガーによれば、この号でシリーズが様式的な冒険物から飛躍したというだけでなく、技巧的な作家であったゲイマンが初めてエモーショナルな核を表現したという。ティム・カラハンは本作がアラン・ムーアの強い影響から脱したのがこの号だと述べており、ゲイマン自身もこの号で初めて作家としてのオリジナリティが形になったと述べている。
シリーズのペンシラーはこの巻の半ばでサム・キースからマイク・ドリンゲンバーグに交代した。
More Than Rubies
1916年、魔術師ロデリック・バージェスは永遠の命を得るため死の化身デスを捕えようとするが、誤ってその弟ドリームを捕らえてしまう。ロデリックは取引を持ちかけるが、ドリームは言葉を交わすことなく幽閉されたまま70余年にわたって機会を待ち続ける。主の不在により夢の領域は乱れ、地上では覚めない眠りに陥る者が続出する。やがて牢番のうたた寝に乗じて牢獄を抜け出したドリームは、ロデリックの後を継いでいたアレックス・バージェスを永遠の悪夢に落とす。
ドリームはドリーミング（夢の領域）の朽ちかけた居城に帰還し、カインとアベルの兄弟や忠実な司書ルシエンに迎えられる。彼は三人の魔女を召喚し、幽閉中に奪われた力の象徴物（砂袋、ヘルメット、ルビー）の在りかを訪ねる。乙女・母・老婆の三人はそれぞれ一つずつ手掛かりを明かすと、「運命に感謝は不要だ」と嘲笑しながら去る。
ドリームは手初めに悪魔祓いジョン・コンスタンティンの元恋人から砂袋を取り戻し、次に地獄へ向かう。地獄ではかつての恋人ナダの牢獄に行き合わせるが、救いを求める懇願を退けて歩み去る。そしてルシファーら地獄の公子たちの立ち会いの元、ヘルメットを入手した悪魔コロンゾンに機知の戦いを挑む。ヘルメットを奪い返すことには成功するが、地獄の権威を貶める発言を行ったためルシファーの遺恨を買う結果になる。
最後に訪ねたヒーローチームのジャスティス・リーグからは、彼らの敵ドクター・デスティニー（ジョン・ディー）がルビーを所持していたことが判明する。ちょうどそのころ、ディーは収監されていたアーカム・アサイラムから脱走していた。ディーは1軒のダイナーに入り、居合わせた人々の現実をルビーの力でねじ曲げて弄ぶ。24時間が経過した後、ディー以外に動いている者はいなかった。ドリームはディーからルビーを取り戻そうとする。人々の夢を戦場とした戦いの中、ディーはドリームを消滅させるため彼の魂が封じられたルビーを砕く。しかしそれは封じられていた力の全てをドリームに返すことになった。満足したドリームはディーに慈悲をかけてアーカムに送り返した。
三人の魔女は第9巻で「慈愛深い者たち（カインドリー・ワンズ）」として決定的な役割を果たす。ナダのエピソードの前日譚は次巻で、その結末は第4巻で語られる。
The Sound of Her Wings
当面の目的を失ったドリームは公園で鳩に餌をやりながら思いに耽る。そこに姉のデスが現れ、一人でふさぎ込むドリームを元気づけようとするが、しまいに叱りつけて自らの日々の務めに帯同させる。人種、年齢、境遇を問わず、そのとき死を迎えたすべての人間のもとを、デスは旧知の友人のように訪れる。死者たちを別の世界に送る翼の羽ばたきを聞きながら、ドリームは心の重りが取れていくのを感じ、エンドレスの義務を思い出す。

### 第2巻: ドールズハウス

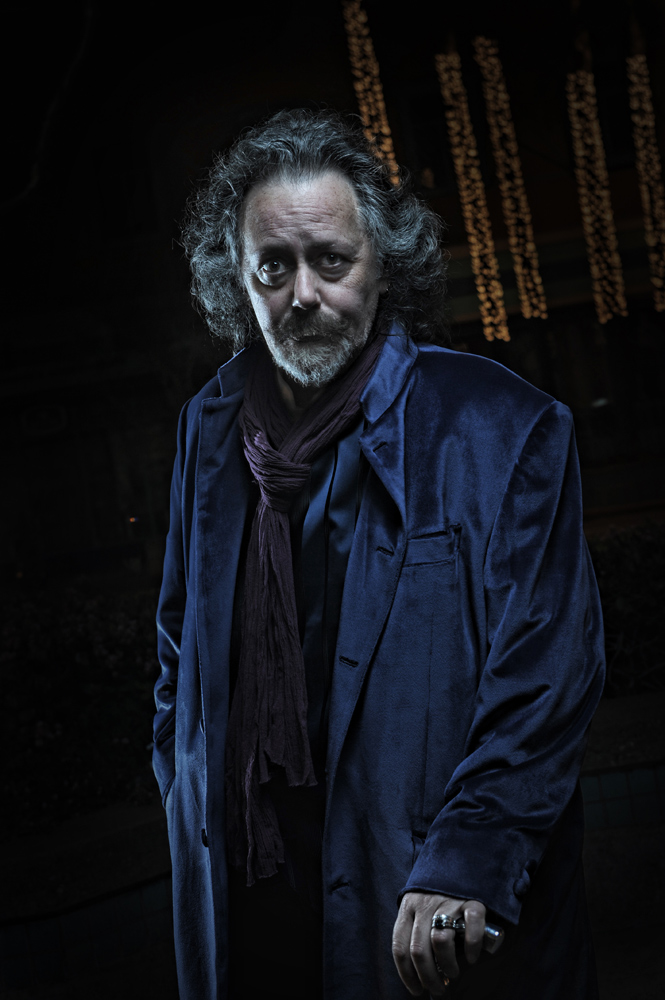
第13号 Men of Good Fortune のペンシラー、マイケル・ズリ（2011年）。不死者ホブ・ガドリングが主役となる短編3編（第13、53、73号）はいずれもズリが担当した。

収録号の大部分は長編 The Doll's House を構成している。プロローグとなる第9号 Tales in the Sand、および第13号 Men of Good Fortune は過去の時代を舞台とした短編である。中世イングランドを舞台とする第13号の作画は、歴史ファンであるマイケル・ズリによって行われた。
正ペンシラーのドリンゲンバーグが締め切りを破りがちだったため、第12号はクリス・バチャロが代役を務めた。バチャロはこれがメジャーデビュー作であり、後にデスのスピンオフシリーズを描いて脚光を浴びた。
Tales in the Sand
アフリカの砂漠の只中、成人の儀式に臨んだ少年は部族の男に語り継がれてきた物語を聞く。
はるか昔、英明な女王ナダは旅の若者に恋をし、夢の国まで追っていった。若者に身を変えていたドリームもまた、自らのために世界の垣根を越えて来たナダに心を奪われる。しかしナダは相手の正体に気づくと、禁忌を恐れて自らの命を絶つ。プライドを傷つけられたドリームは彼女を地獄に落とす。
The Doll's House
ドリームの弟／妹である両性具有のデザイアは、双子の妹デスペアに「夢の渦」が発生したことを伝える。二人はドリームへの陰謀を企んでおり、ナダの一件は失敗した試みの一つだった。
ドリーミングでは、ドリームが臣下から4体の夢が逃亡したという報告を聞いていた。その様子を地上人ローズ・ウォーカーは夢に見る。ローズの祖母ユニティは、ドリームの幽閉に影響されて人生の大半を眠りの中で過ごした女性だった。ドリームはローズが「夢の渦」であると気づき、逃亡した夢たちが彼女に引き寄せられると予測して監視下に置く。
ローズは行方不明の弟ジェドを探すためアメリカに渡る。滞在した下宿には個性的な住民がそろっていた。その中の一人、「アマチュアの遍歴騎士」を自称するギルバートはジェドの捜索に同行する。
ジェドの精神には脱走した悪夢であるブルートとグロブが住みついていた。彼らは死者ヘクター・ホールの魂にサンドマンの名を与え、自分が子供の夢を守るヒーローだと信じ込ませて利用していた。その妻リタ・ホールもまた、身重のまま何年も夫とともに夢の中で暮らしていた。ドリームはローズを媒介としてジェドの精神に侵入し、逃亡者を罰するとともにヘクターの幽霊を消滅させる。そしてリタに対し、胎内の子をいずれ召し上げると宣言する。
ジェドの行方を追っていたローズとギルバートは、投宿したホテルで連続殺人者が開催していたコンベンションに出会う。逃亡した悪夢の1体、コリント人は彼らの名誉ゲストだった。ドリームはローズの危機を救い、コリント人を破壊するとともに、連続殺人者たちに彼らがどれほど卑俗な存在かを思い知らせる。その過程でジェドも救い出される。
下宿に戻ったローズが眠りにつくと、「夢の渦」の活動が本格化し、彼女を中心として住人の夢が混じり合い始める。ドリームは夢の領域を守るためローズは死ななければならないと告げる。ギルバートは4体目の夢「水夫の楽園」の正体を現して抗弁するが無駄に終わる。しかしユニティが孫娘に代わって渦を身に宿し、そのまま自然死を迎えて渦を消滅させる。
事態が沈静化した後で、ドリームはデザイアを詰問する。その昔、眠りの中にあったユニティを妊娠させたのはデザイアであった。すなわちローズはドリームの親族に当たり、その血を流していれば掟によってドリーム自身が破滅するはずだった。人間をゲームの手駒とみなすデザイアに対し、ドリームは警告を与える。彼らエンドレスこそが、人間の意識によって操られる人形なのだと。
ローズの隣人として登場した夫婦の一人、バービーは第5巻の主人公となる。リタの子は第9巻で重要な役を果たす。
Men of Good Fortune
1389年のイングランドが物語の発端となる。デスによって夢の国から連れ出されたドリームはパブに入り、死すべき運命の人間たちの会話に耳を傾ける。客の一人ホブ・ガドリングは飲み仲間に対し、自分は永遠に死ぬつもりがないと言い放つ。興をそそられたドリームはホブの願いを叶え、それ以降100年ごとに同じパブで落ち合ってグラスを交わす約束をする。

### 第3巻: ドリームカントリー

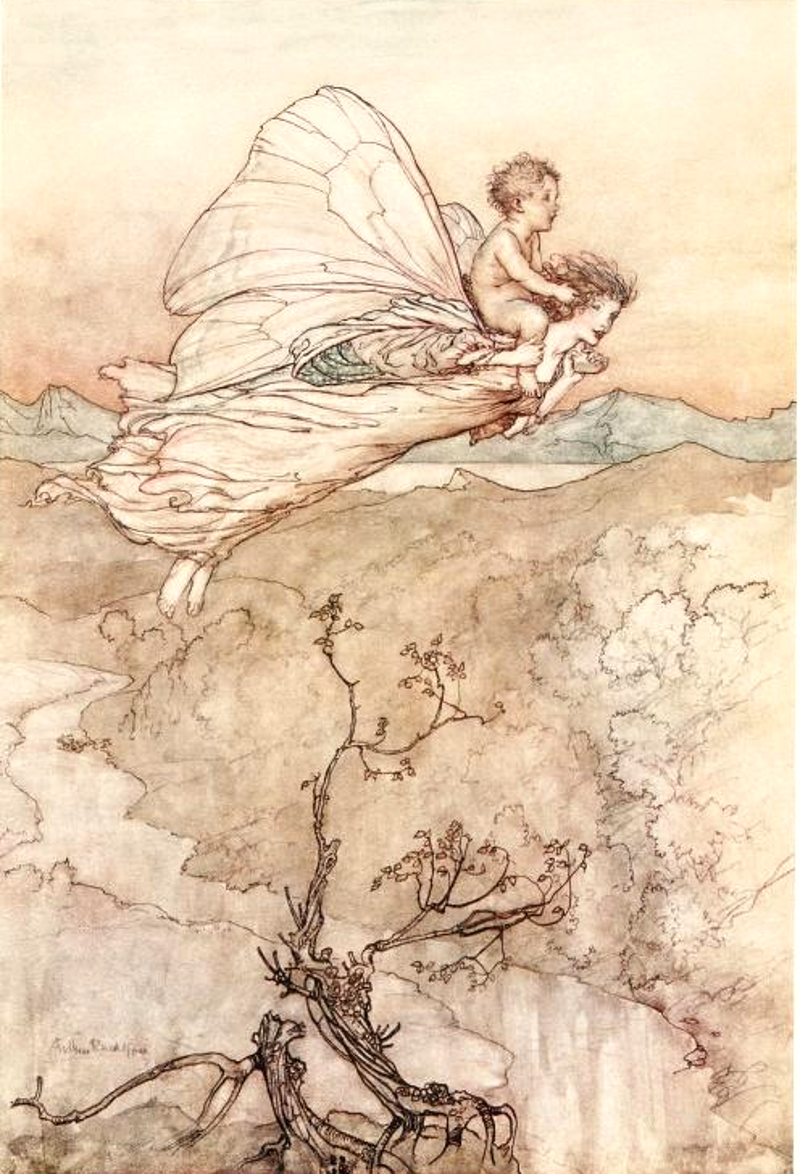
シェイクスピアの息子ハムネットは人間界から連れ去られる（図は作画家チャールズ・ヴェスが参考としたアーサー・ラッカムによる『夏の夜の夢』挿画（1908年））。

独立した短編4篇からなる。第1話 Calliope にはホラーコミックの作画で名高いケリー・ジョーンズが「ユニバーサル・ホラー風」のアートを提供した。第2話 A Dream of a Thousand Cats は猫が主役となる物語で、引き続きジョーンズが作画を担当した。第3話 A Midsummer Night's Dream（『夏の夜の夢』）はドリームがウィリアム・シェイクスピアに表題の戯曲を書かせたというストーリーで、シリーズ最高傑作と呼ばれることもあり、1991年に世界幻想文学大賞（短編賞）を受賞した。作画を手掛けたチャールズ・ヴェスはファンタジーやおとぎ話のジャンルを得意としており、『夏の夜の夢』の戯曲本に挿絵を描いたこともあった。第4話 Façade はシリーズの中でもやや例外的なエピソードで、通常のDCユニバースに所属するヒーローキャラクターにスポットが当てられている。ペンシラーはオリジナル作品『ディスタント・ソイル』で知られるコリーン・ドランである。この巻は収録号が少ないため、第1話 Calliope のスクリプトも併せて収録された。
Calliope
作家として行き詰っていたリチャード・マドックは、老齢の作家からギリシアの女神ムーサの一柱であるカリオペを譲り受け、自宅に監禁してレイプすることで霊感を得る。カリオペは三位一体の母神メレテー、ムネーメー、アオイデーを呼び出して救いを求めるが、女神たちにその力はない。一縷の望みとして、かつてカリオペとの間に子をもうけたオネイロス（ドリーム）の名が挙げられ、彼と憎み合う関係になっていたカリオペは絶望する。やがて長年の幽閉から逃れたドリームが救出に現れ、かつての冷厳さを知っていたカリオペを驚かせる。ドリームはマドックに無限のアイディアを与えて狂気に追いやった。
「カリオペ」のプロットは刊行後2–30年経つと非常に一般的なものとなった。ウェブメディア「ストレンジ・ホライズン」は類型的なプロットを列挙する記事の中で「創作者がミューズと出会って霊感を得る。多くはミューズを監禁する」というものを挙げた。作者ニール・ゲイマンはこの記事に言及し、「カリオペ」の執筆以前に同様の物語を読んだ記憶はなく、自作がミームの源流となった可能性があると述べている。
A Dream of a Thousand Cats
そのシャム猫は昔、産んだ子猫たちを飼い主に殺された。彼女は苦悶の中で眠りにつき、「夢の猫（ドリーム）」から幻視を授かる。今とは異なる現実において、猫は巨大な体躯を持ち、矮小な人間たちを支配していた。しかし、現実を形作っているのは夢だと説く予見者が人間の中に現れ、夢を通じて猫の世界を人間の世界と入れ替えたのだった。目覚めたシャム猫は伝道の旅を始め、猫たちに説く。ほんの千匹の猫があるべき現実を夢に見たならば、世界はそれに従うだろうと。聞き手の猫の多くは物語をただ楽しんだが、白い子猫は心からそれを信じた。
A Midsummer Night's Dream
1593年、ウィリアム・シェイクスピアの一座はドリームの依頼により新作『夏の夜の夢』の野外公演を行う。地上絵の巨人が開いた扉から現れたのは、妖精国から招待された観客たちだった。その中には劇に登場するティターニア、オーベロン、ロビン・グッドフェロー（パック）らもいた。
観衆は劇を大いに楽しみ、パックも賛辞を漏らす。それは実際に起きたことではないが、にもかかわらず現実の真の反映なのだと。パックは自身を演じる役者を眠らせて代わりに舞台に上がる。一方、インド人の取り替え子を演じていたシェイクスピアの息子ハムネットはティターニアに魅入られるが、舞台のことしか頭にない父親はそれを見過ごす。
ドリームがシェイクスピアにこの戯曲を依頼したのは、かつて地上に住んでいた妖精たちが物語を豊かにしてくれたことへの礼として、人間の間に彼らの記憶を残そうとしたためだった。終幕が近づき、妖精たちが地上に留まれる時間も尽きていく。しかしパックは去ることを拒み、『夏の夜の夢』の結びの台詞を口にしながら闇の中に消える。ハムネットは早世したことが伝えられる。
シェイクスピアは前巻の短編 Men of Good Fortune でドリームと出会った。シリーズ最終話ではもう一つの戯曲『テンペスト』が題材となる。ロビン・グッドフェローは第9巻で再登場する。
Façade
レイニーはかつてスーパーヒーローだったが、体の化学組成を変える能力が制御できなくなって引退し、異様な姿を恥じて引きこもっている。旧友から食事に誘われたレイニーは、醜い素顔を隠すため鉱物質の顔面を作り出して出かけるが、それが剥がれ落ちてしまい、アパートに逃げ帰る。通りかかったデスは古い仮面を捨てるようレイニーを諭すが、彼女は死を望み、自らの不死身の能力を嘆く。根負けしたデスは明かす。宿敵アペプに対抗するため、レイニーを含む多くの人間に変身の力を授けた太陽神ラーは、実際には数千年前にすでに戦いを終えていた。しかし神話は「夢の国」に残り、人々を縛り続けるのだという。デスの勧めに従い、レイニーは沈みゆく太陽に向けて解放を願う。

### 第4巻: シーズン・オブ・ミスツ

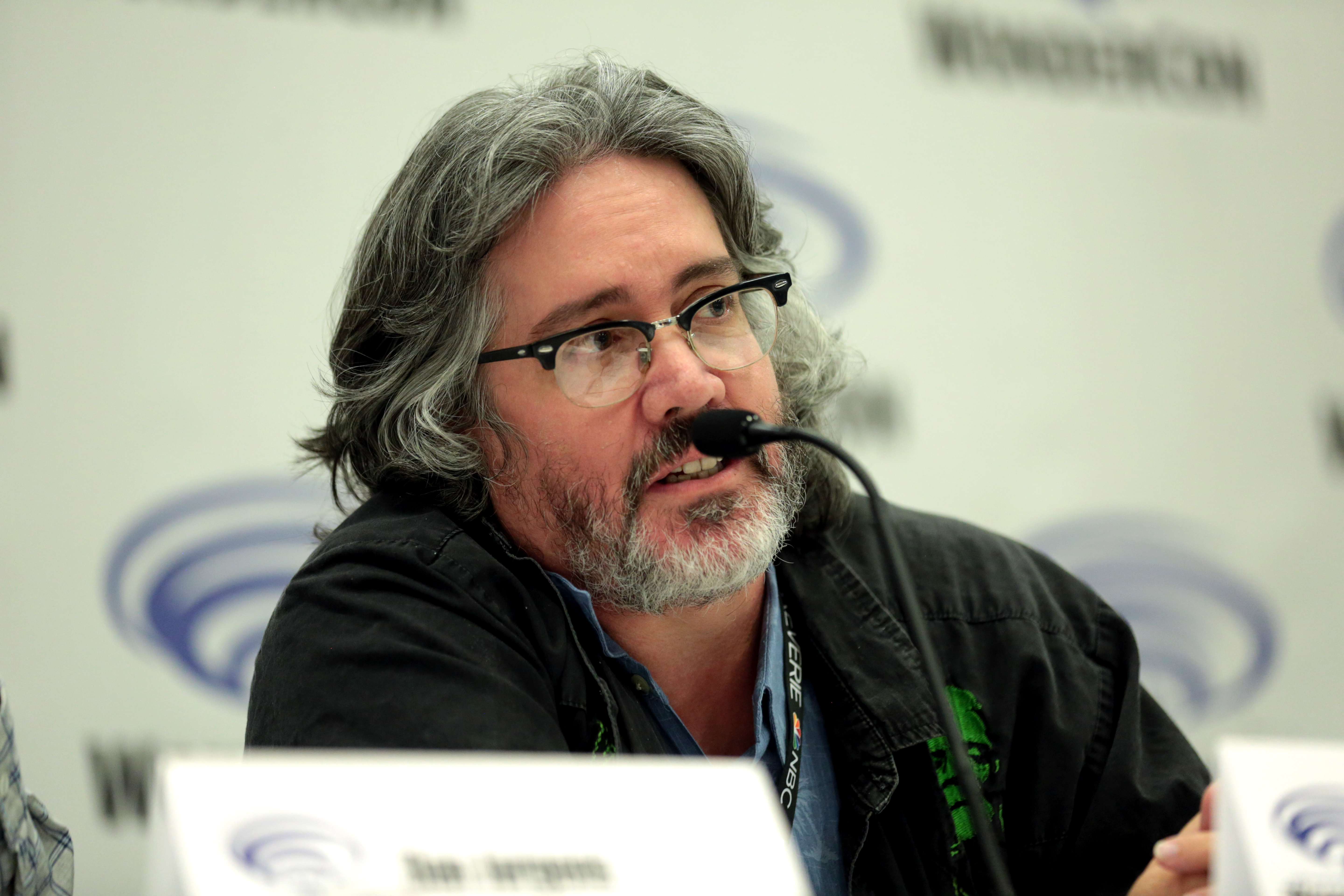
第4巻のペンシラー、ケリー・ジョーンズ。ナダがドリームを簡単に許すことがないよう作者ゲイマンに助言したという。

タイトルはジョン・キーツの詩「秋に寄せて (To Autumn)」の書き出しの一句である。この巻は2004年にアングレーム国際漫画祭で最優秀シナリオ賞を受賞した。
実在の神話が全面的に使われた長編 Season of Mists の前後にプロローグとエピローグが置かれ、幕間劇としてイギリスのボーディングスクールを舞台にした短編が挟まれている。本シリーズはホラーとして始まったが、この巻の前後からファンタジー色が強くなっていき、主人公ドリームのキャラクターも複雑さを増して、ストーリー的にも絶頂期を迎えたと評されている。
メインストーリーの作画はケリー・ジョーンズが、プロローグとエピローグはドリンゲンバーグが、幕間劇はマット・ワグナーが担当した。「神々や悪魔や天使、混沌の王女や謎の段ボール箱」が入り乱れる奔放なストーリーはジョーンズの画風に合わせて構想されたものである。現代世界における神話のテーマは、後に小説『アメリカン・ゴッズ』へと発展した。
Season of Mists
エンドレスの長兄デスティニーが招集した家族会議の席上で、デザイアはドリームが過去の恋人ナダを地獄に落としたことを話題に出し、狭量を嘲笑う。デスの諌めもあり、ドリームは過ちを認めてナダを救い出そうと考える。彼は強大な力を持つルシファーと戦いになることを恐れつつ、臣下や友人に後を託して旅立つ。しかし地獄はもぬけの殻だった。訝るドリームに対し、ルシファーは地獄の支配者としての役割に倦み疲れたと語る。悪魔や罰を求める亡者は全て放逐され、地獄の門は閉鎖される。そして門の鍵はドリームに託される。その重荷を負わせることがルシファーの意趣返しだった。
ルシファー退位の報せを受けた神々はドリーミングに集まり、地獄の所有権を巡ってドリームと交渉する。オーディンは地獄を領地に加えようと考え、奸智に長けたロキを伴って訪れる。エジプトや日本の神々もそれぞれの思惑を持って現れ、「秩序」と「混沌」も謎めいた意図のもとに使節を送ってくる。行き場を無くした地獄の公子アザゼルはナダを人質に鍵を要求する。妖精国からの使者クルラカンは贈り物として美しい妹ヌアラを差し出す。ドリームはヌアラから魅惑の魔法を取り去り、本来の貧相な姿で城に奉公させる。
ドリームは地獄を創造者の手に返すべきだと結論を下し、オブザーバーとして派遣されていた天使たちに鍵を渡す。さらにアザゼルを打ち破ってナダを救い出す。一万年の責め苦から解放されたナダは怒りを爆発させ、ドリームは動揺しながら許しを請う。ナダは彼の元には留まらず、定命の存在として転生することを望んだ。
神々は帰途に就く。ロキは地底の獄に連れ戻されるところであったが、ドリームの助けを得て逃亡する。地上ではビーチに寝そべったルシファーが見事な日没を眺め、不承不承ながら神の御業を賞賛する。一方地獄では、地獄の管理者の役に付いた天使たちのもと、罪深き死者の更生プログラムが整備され、死者たちを嘆かせる。
プロローグではエンドレスが一堂に会する様子が初めて描かれ、末妹デリリウム（錯乱）が初登場する。唯一顔を見せないデストラクションは第7巻で物語の焦点となる。
妖精クルラカンとその妹ヌアラはシリーズ後半に多くの出番を持つ。ロキのエピソードは第9巻に続く。
In Which the Dead Return; and Charles Rowland Concludes His Education
地獄の閉鎖により地上は亡者で溢れかえる。伝統的な英国のボーディングスクールでただ一人休暇を過ごしていたローランドは、死んだ生徒や教師とともに学校生活を送ることを強いられ、いじめによって命を落とす。しかし、死者たちの対処に追われるデスはローランドを連れ去らなかった。彼は幽霊となり、友人となったもう一人の幽霊ともに、暴力と懲罰が渦巻く地獄の戯画を後にして広い世界に旅立つ。

### 第5巻: ゲーム・オブ・ユー

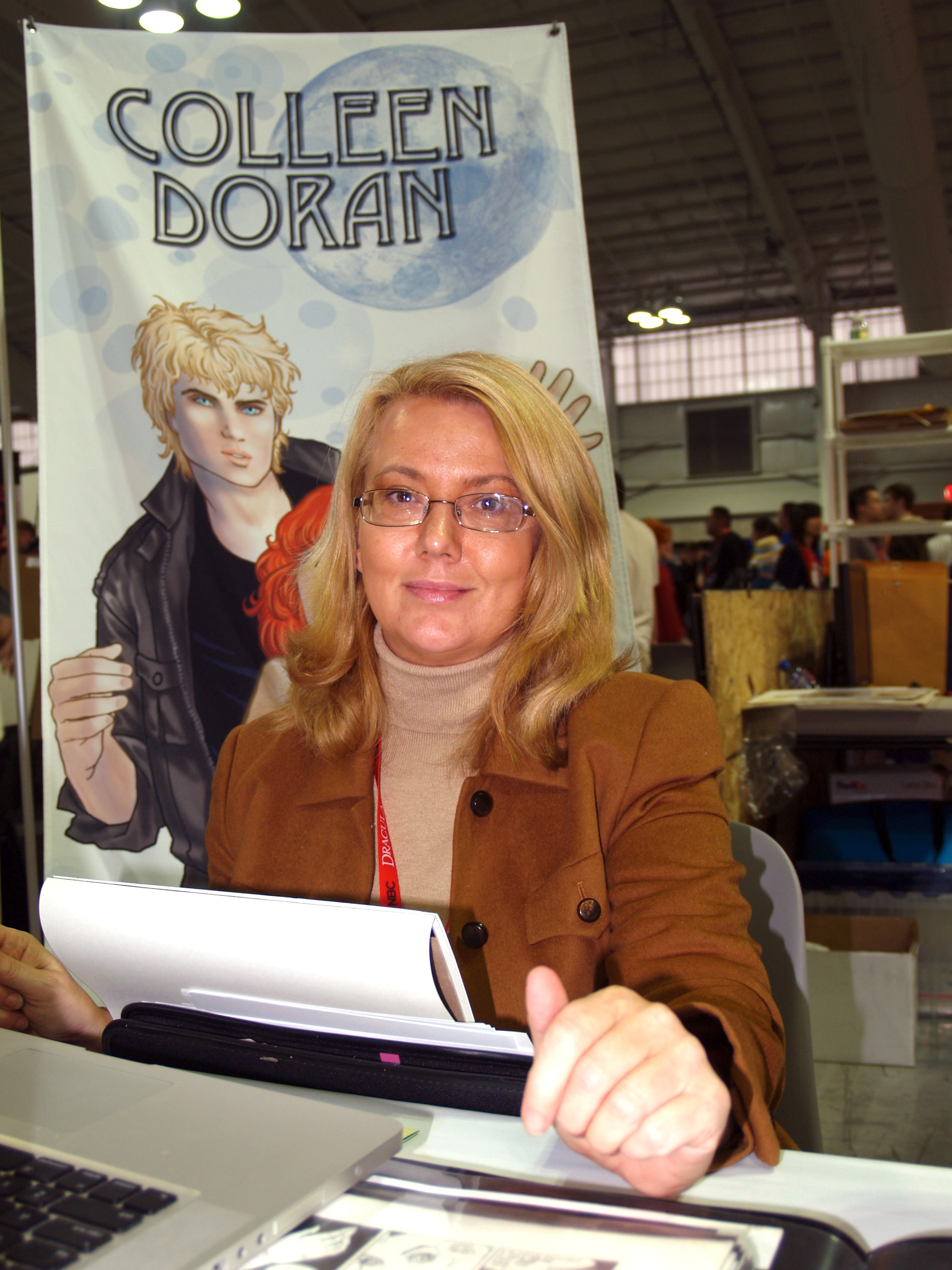
第5巻第3話の作画を行ったコリーン・ドラン（2013年）。この巻で登場したテサリーの造作や表情は自身をモデルにして描いた。

内容は単一の長編。登場人物の多くが女性で、ジェンダーと社会的な疎外、また成長とアイデンティティの確立のテーマが扱われている。当時のコミックとしては珍しくトランスジェンダーや同性愛者のキャラクターが使われており、拒否反応を示すファンもいた。ほかの主流メディアに視野を広げても、まだこれらのテーマが一般化していない時代だった。それらのマイノリティの描写に関しては批判もある（#批判）。主人公のドリームがほとんど登場しないこともあり、この巻はシリーズで最も不人気だったという。ゲイマンは「ファンダムとは何かということと、なぜ人がファンタジーを求めるか」についての物語であり、ファンの神経を逆なでする面があると述べている。
作画を主に担当したショーン・マクマナスは、アラン・ムーア原作の『スワンプシング』誌で『ポゴ』のパロディを描き、童話的なファンタジーとリアリスティックなホラーを両立させる手腕を見せたことで起用された。
A Game of You
かつてバービーは毎夜のようにファンタジー世界で王女となる夢を見ていたが、夫ケンと離婚した今では夢を見ることがなくなっていた。しかし、親友のトランスジェンダー女性ワンダとともに外出したバービーの前に夢での忠実な家臣が現れ、謎の敵「カッコー」を倒すよう懇願しながら息絶える。その夜バービーは眠りの中で名前のない国に帰還し、喋る動物たちを供として旅立つ。
現実世界では、カッコーに服従する男性がバービーのアパートを襲う。しかし隣人の一人テサリーは躊躇せず男を殺す。古代から生きる魔女であったテサリーは月降ろしの儀式を行って夢への道を開き、ほかの隣人女性とともにカッコーを倒しに向かう。ワンダは肉体的には男性であるため月の道を通ることができず、アパートに置き去りにされる。
バービーは逃避行の中で密告され、カッコーの下へ引き立てられる。その姿は子供のころのバービーとそっくりだった。助けに現れたテサリー達も愛らしい姿に油断して催眠にかけられる。カッコーは少女の空想に寄生する生き物だった。かつて想像力豊かな子供だったバービーは、夢の領域の離れ小島に打ち捨てられていた国を見つけ、自分がお姫様となれる場所を作り上げた。カッコーはそこに忍び込んで成長を遂げ、今や巣立ちを切望していた。
カッコーに操られたバービーは夢の終わりを宣言する。古い契約に従ってモルフェウス（ドリーム）が現れ、国とその住人を砂に返していく。テサリーはカッコーへの報復を望むが、ドリームから短慮を戒められる。バービーはただ自身と友人たちを現実に送り返すよう願い、カッコーが歓喜とともに飛び去るのを見送る。
現実のニューヨークではテサリーが月を動かした余波で大嵐が発生していた。ワンダはアパートの崩落で命を落とし、保守的な家族によって男性として葬られる。バービーは墓碑に記された出生名をこっそり「ワンダ」に書き換えながら、どんな平凡な人間にも心の中に秘密の世界があるのだと語りかける。
この号で登場したテサリーは第9巻でドリームに降りかかる運命の一端を担う。

### 第6巻: フェーブル&リフレクション

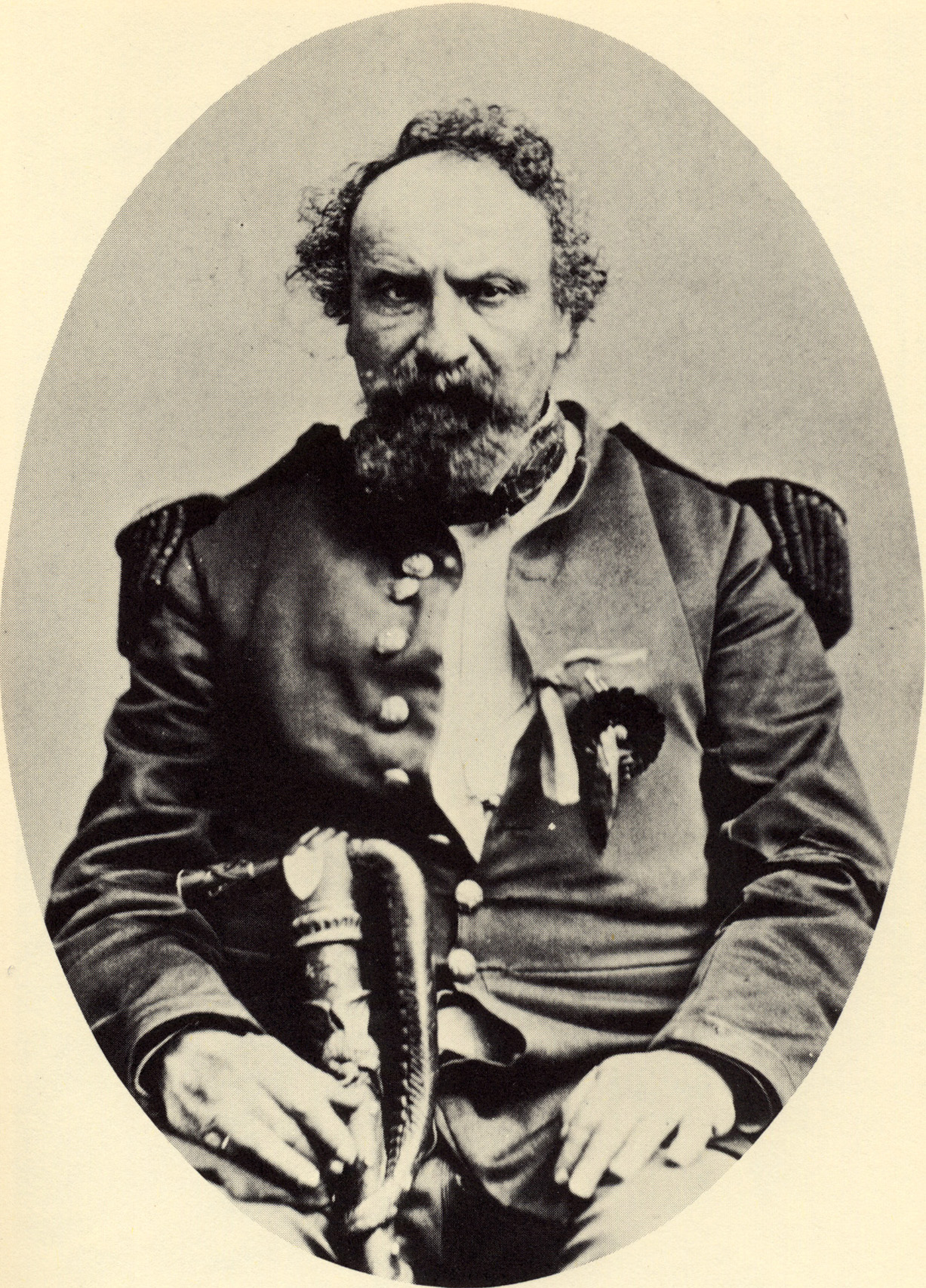
実在の「アメリカ合衆国皇帝」ジョシュア・ノートン。作中には同時代人マーク・トウェインも登場する。

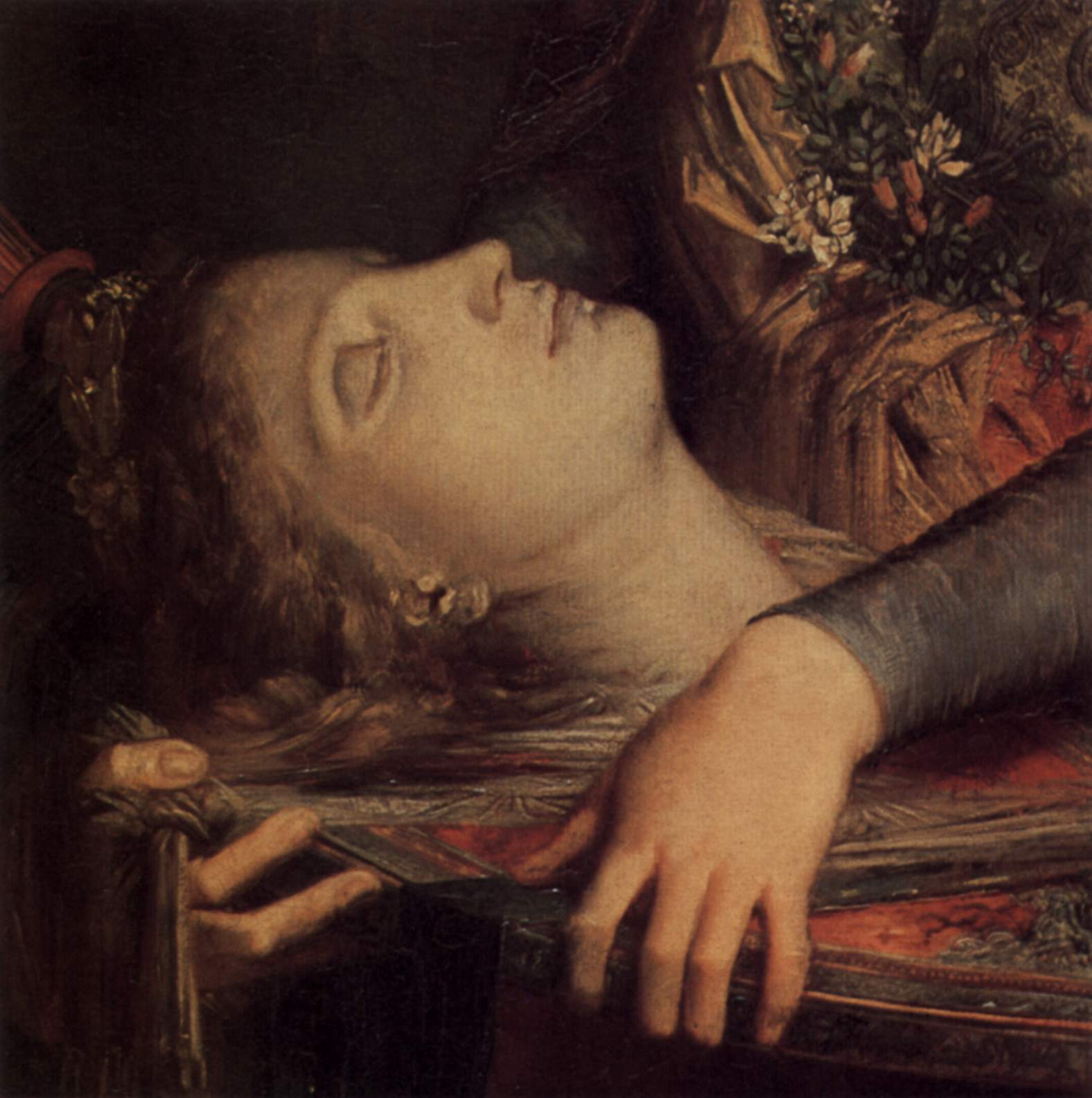
オルフェウスは首だけの姿となって数千年を生きながらえる（絵はギュスターヴ・モロー作、1865年）。

1話完結型の短編集で、収録作の一部は後の展開の伏線となっている。特に The Song of Orpheus はメインストーリーの核心を占めている。同作は初め単発号『サンドマン・スペシャル』で発表された。短編のうち4編は Distant Mirrors の名がつけられた連作で、いずれも「王であることの意味」をテーマとしており、題名は月の名から取られている。また3編の短編は Convergence の名でまとめられており、いずれも異なる時代、異なる文化の登場人物が互いに物語を語る形を取っている。劇中劇のテーマは第8巻で再び扱われる。そのほか、宣伝用の特別誌『ヴァーティゴ・プレビュー』第1号に収録された掌編 Fear of Falling が収録されている。
Fear of Falling
新作の上演を控えた舞台演出家はその結果を恐れ、高い岩山の頂に立つ夢を見る。そこから飛び降りれば、途中で目を覚ますことができなければ本当の死が待っている。しかしドリームは第3の道があると教えて彼を突き落す。
Distant Mirrors – Three Septembers and a January
1859年9月、事業に失敗して全てを失ったジョシュア・ノートンは絶望の淵にあった。エンドレスのデスペアは兄ドリームにゲームを持ちかける。ノートンをドリームの領域に引き込み、妹たち（デスペア・デザイア・デリリウム）の手に渡さずにいられるか？ ドリームはノートンに一つの夢を与えた。ノートンは新聞社に即位宣言を送りつけると、無一文ながら皇帝として振舞い始め、サンフランシスコの名物男として愛されるようになる。
デリリウムはノートンが自らの狂気の支配を逃れていることを認める。「あの人は気が狂ってるけど … だから正気でいられるの」デザイアは伴侶となる女性を餌にして誘惑するが、はねつけられる。やがてノートンは雨の道端で行き倒れるが、デスが彼を迎えるときまで、デスペアは彼に触れることができなかった。
本作で屈辱を味わわされたデザイアは、ドリームに親族の血を流させることを誓う。これが前後の巻の出来事につながっている。
タイトルは当時製作中だった映画 Four Weddings and a Funeral（フォー・ウェディング）から取られたもので、作中で描かれた4つのシーンを意味している。
Distant Mirrors – Thermidor
1794年、イギリス貴族ジョハンナ・コンスタンティンはドリームから「家庭の事情」に関する依頼を受ける。彼女は熟練の間諜でもあり、かつてドリームの知己を得ていた。コンスタンティンは第一共和政下のフランスに潜入し、首だけとなって生き続けるドリームの息子オルフェウスを救い出すが、サン＝ジュストによって捕縛される。尋問に現れたロベスピエールは理性のみに基づく社会の建設を目指しており、生首をデカダンスと迷信の産物として破壊しようとする。コンスタンティンはオルフェウスの歌によって彼らを無力化して脱出する。その翌日、テルミドールの9日にロベスピエールは失脚する。生首はナクソス島の僧侶に返還された。
Convergence – The Hunt
東欧風の森で暮らす「一族」（狼男）の若者ワシーリーは、行き倒れたジプシーから珍奇な行商品を手に入れる。その中には公爵の末娘の肖像画が入ったロケットがあった。ワシーリーは公爵の城を目指して旅立ち、魔女バーバ・ヤーガやドリームに貴重な品々を渡す代わりに姫君の寝室まで送り届けてもらう。彼は絵の通り美しい姫君を見つめ、寝ぼけまなこで名を問う彼女にロケットを返すと、そのまま踵を返した。年月を経て、ワシーリーは森で一族の精悍な女性と出会い、長い狩りの末に優しく組み伏せて睦み合う。
老いたワシーリーから物語を聞かされた孫娘は憤慨する。古いおとぎ話にかこつけて、一族以外の男性との交際を禁じられるのは我慢ならなかった。しかし物語の真の教訓は、夢の女性を目の当たりにした彼の胸の内だった。
Distant Mirrors – August
AD7年、老齢のローマ皇帝アウグストゥスは乞食に身をやつして道端に座り、扮装の師である侏儒の役者ルキウスに自らの人生を物語る。アウグストゥスが若年のころに大叔父ユリウス・カエサルから虐待を受け、彼への憎悪を抱えていたことが明かされる。自身も残虐な行為に手を染めつつローマの統治者の座についたアウグストゥスは、二通りの予言の存在を知る。一つの予言では、ローマ帝国の支配は地球の隅々に及び、一万年間続く。別の予言では数百年後に帝国は滅ぶ。彼はドリームの啓示に従い、一介の乞食となることでローマの神々の（特に神格化されたカエサルの）目を逃れ、自らの死後にローマ帝国が衰退するよう画策するのだった。
Convergence – Soft Places
マルコ・ポーロは元帝国を目指す旅の途上、ロプ砂漠で道に迷う。彼が踏み込んだのは、現実とドリーミングの狭間にあり、時間が可塑性を持つ「柔らかな場所」だった。そこで彼は未来に知り合うはずのルスティケロ・ダ・ピサとともにさまよい、人格を持った夢の風景である「水夫の楽園」の焚火に行き合う。水夫の楽園はポーロを始めとする探検家が未踏破地を埋めていくことで「柔らかな場所」が失われると非難する。二人と別れたポーロは別の時代のドリームによって現実に送り返される。
本作は最終巻に収められた短編 Exiles と関連がある。
The Song of Orpheus
この巻の中心となる作品。物語の大筋はギリシアのオルフェウス神話に基づくが、本シリーズのキャラクターが取り入れられている。
オネイロス（ドリーム）とカリオペの息子オルフェウスは、叔父オレスロス（デストラクション）の助言により伯母テレウテ（デス）から不死の命を授かり、死んだ花嫁エウリュディケーを救出するため冥界に向かう。ドリームはこの探索行に何の助力も与えず、ただ運命を受け入れるよう強いたため、息子から絶縁されることになった。オルフェウスは救出に失敗し、後にマイナデスによって五体を引き裂かれ、首だけになって生き続ける。死を与えてくれるよう願う息子に対し、ドリームは冷たく「お前の生死はお前だけのものだ」と告げる。彼は首を僧侶の一団に託し、二度と息子と会わないことを誓った。
Convergence – The Parliament of Rooks
「ドールズハウス」で妊娠中だったリタ・ホールから生まれたばかりのダニエル・ホールが主役となる。ドリーミングの住人であるカインとアベルの兄弟にイヴを加えた3人は、迷い込んだ赤ん坊のダニエルに物語を聞かせることにする。カインはミヤマガラスの群れが執り行う「議会」の謎について語り、イヴは自らを含めたアダムの3人の妻について語る。アベルは自分たちが語り部としてドリーミングに住みついた事情をおとぎ話として語る。アベルが口を滑らせて謎の答を明かしてしまったため、カインは激怒し、いつものように兄弟殺しを再現し始める。
本作のペンシラー、ジル・トンプソンが日本のキャラクターを参考に描いた子供版のデスとドリームは人気となり、スピンオフシリーズが出された。
Distant Mirrors – Ramadan
カリフのハールーン・アッ＝ラシードが治めるバグダードは数々の驚異に満ち、輝かしい繁栄を誇っていた。しかしカリフはこの世の無常を知っており、自らの都市がいつか滅びて忘れられることを恐れるあまり、夢の王（ドリーム）にバグダードを売り渡し、その代わり現在の完璧さを永遠に保つよう願った。カリフははるかに色褪せた市街で目を覚ます。取引のことは彼の記憶から消えており、ドリームが抱えるガラス瓶の中のミニチュア都市に心を惹かれながら去っていく。
老人はそこで物語を止める。伝説のバグダードは物語の中に封じられ、それゆえに永遠となったのだった。戦火を受けて瓦礫の山となった現代のバグダードにおいて、聞き手の少年は空腹を忘れて目を輝かせる。
ゲイマンが書くコミックブックのスクリプトは、コマ割りやコマごとの構図、背景、色の指示までを含む詳細なものである。しかしこの号では、古典小説の翻案を得意としていた作画家P・クレイグ・ラッセルの希望により、散文の物語形式で書かれた。この号はオリジナルシリーズの中で最大の販売部数（25万部）を記録し、ファンや批評家からも高い評価を受けた。

### 第7巻: ブリーフ・ライヴズ

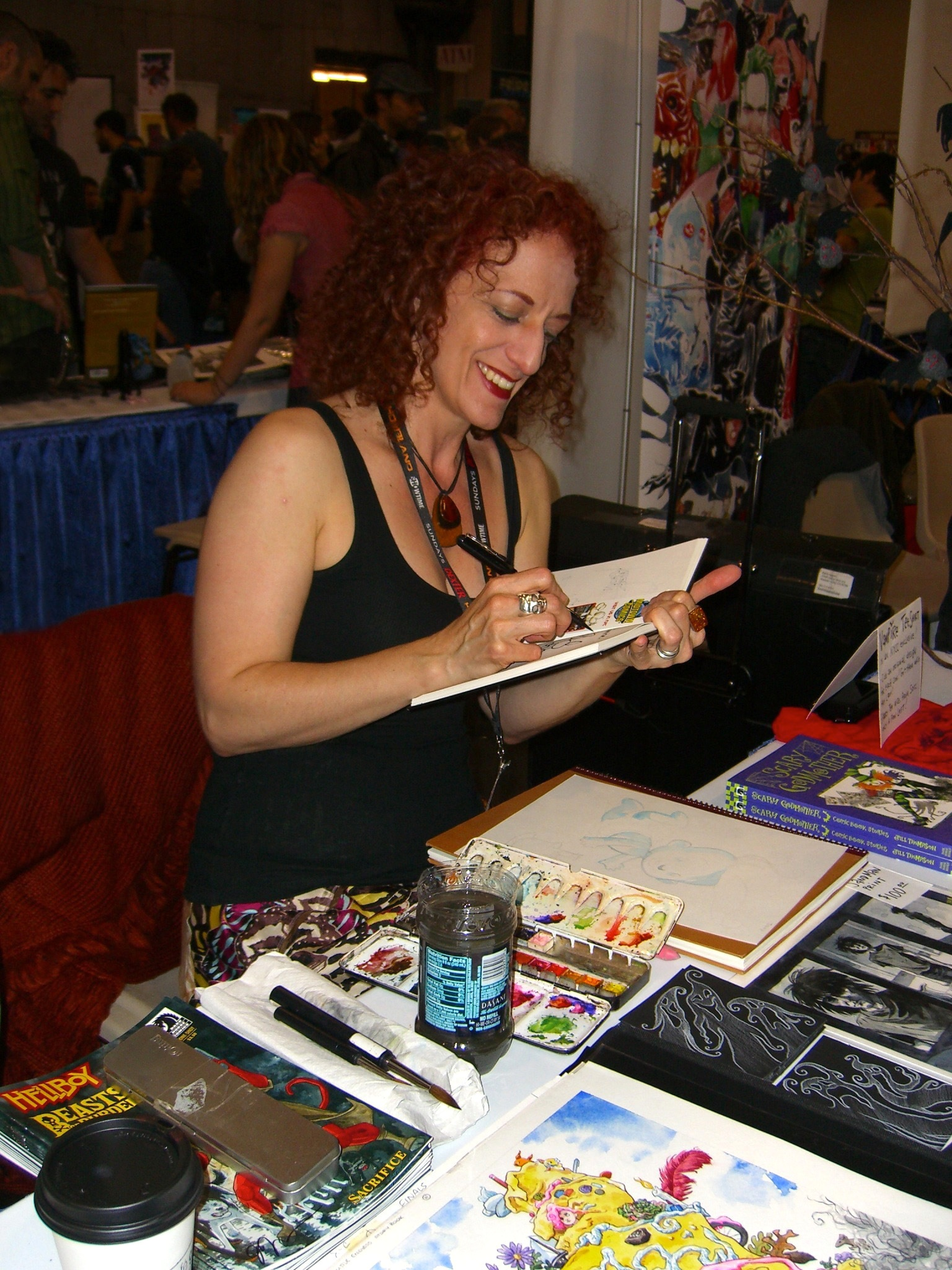
第7巻の作画を担当したジル・トンプソン（2011年）。家族ぐるみの友人であるゲイマンとの関係は、作中のデリリウムとドリームのそれに近い。

単行本の題辞は17世紀の書物『名士小伝 (Brief Lives)』からの引用である。シリーズのターニングポイントとなる長編で、物語はここから結末に向けて加速し始め、序盤のエピソードをつなげる大きな構図が明らかになっていく。
この巻のペンシラーに起用されたジル・トンプソンは『ワンダーウーマン』を描いていた若手アーティストで、現実的で生き生きとしたキャラクター造形は高く評価されている。デリリウムの独特な仕草や表情はトンプソン自身が投影されたものである。幼児のようにとりとめのないおしゃべりを続けるデリリウムと、謹厳で無表情なドリームの旅はロード・コメディに例えられる。
Brief Lives
錯乱した心のままに人間界を彷徨っていたデリリウムは、300年前に出奔した兄デストラクションを懐かしむ。かつてディライト（喜び）であった彼女が現在の姿に変化したとき、兄が支えてくれたのだった。彼女は兄を探しに行こうとする。同行を求められたドリームは、人間女性との新しい恋に破れたばかりで、気晴らしとして妹とともに地上を旅しようと考える。
二人は手掛かりを求めて、失踪以前にデストラクションと交友のあった神や長命人を訪ねて回る。しかし彼らはそれぞれ不審な事故によって命を落とし、あるいは危険を感知して存在を消し、あるいは激情にかられて自滅する。自らの行動が災厄を引き起こしていると気づいたドリームは旅を中止するが、デリリウムを落胆させたことで姉デスから叱責を受け、また死者への責任もあって探索を続ける決意をする。そのドリームに長兄デスティニーは残酷な真実を告げる。デストラクションの居場所を告げられる唯一の託宣者は、首だけとなって祀られているオルフェウスだった。ドリームは二度と会わないと誓った息子の下に赴く。
デストラクションは犬のバルナバスとともに二人を迎える。彼は孤島の住処で下手な詩作や絵画に日々を費やしていた。道中で出会った災厄は、追跡者を断念させるための自動システムによるものだった。かつてデストラクションは啓蒙時代の人間社会を観察して理性の世界の到来を予見し、エンドレスの責任を放棄して新しいものに道を譲った。彼はドリームに対して変わらないままでいられるものはないと告げ、デリリウムのお守り役としてバルナバスを残して星々の世界に去っていく。
ドリームは再びオルフェウスを訪れ、その願い通り長すぎた生を終わらせる。ドリームに肉親の血を流させるというデザイアの誓いはここに果たされた。ドリーミングに戻ったドリームは、旅を始める前とはどこか異なっていた。
ドリームと息子オルフェウスの関係は前巻で説明される。冒頭でドリームの下を去る恋人は直接描かれず、それまでの経緯も語られないが、その正体は第9巻で明かされる。

### 第8巻: ワールズ・エンド

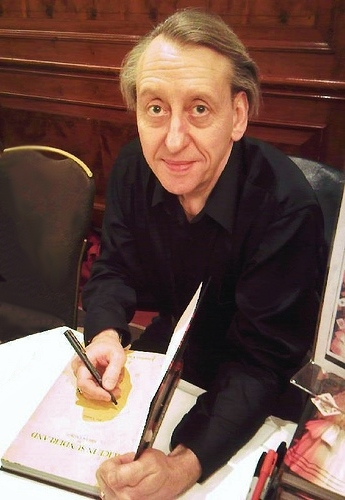
「英国コミックのゴッドファーザー」ブライアン・タルボット（2008年）。この巻の枠部分のほか、第6巻の短編 August、The Song of Orpheus などを手掛けている。これらのストーリーにネズミが登場するのはタルボットのネズミ好きに由来する。

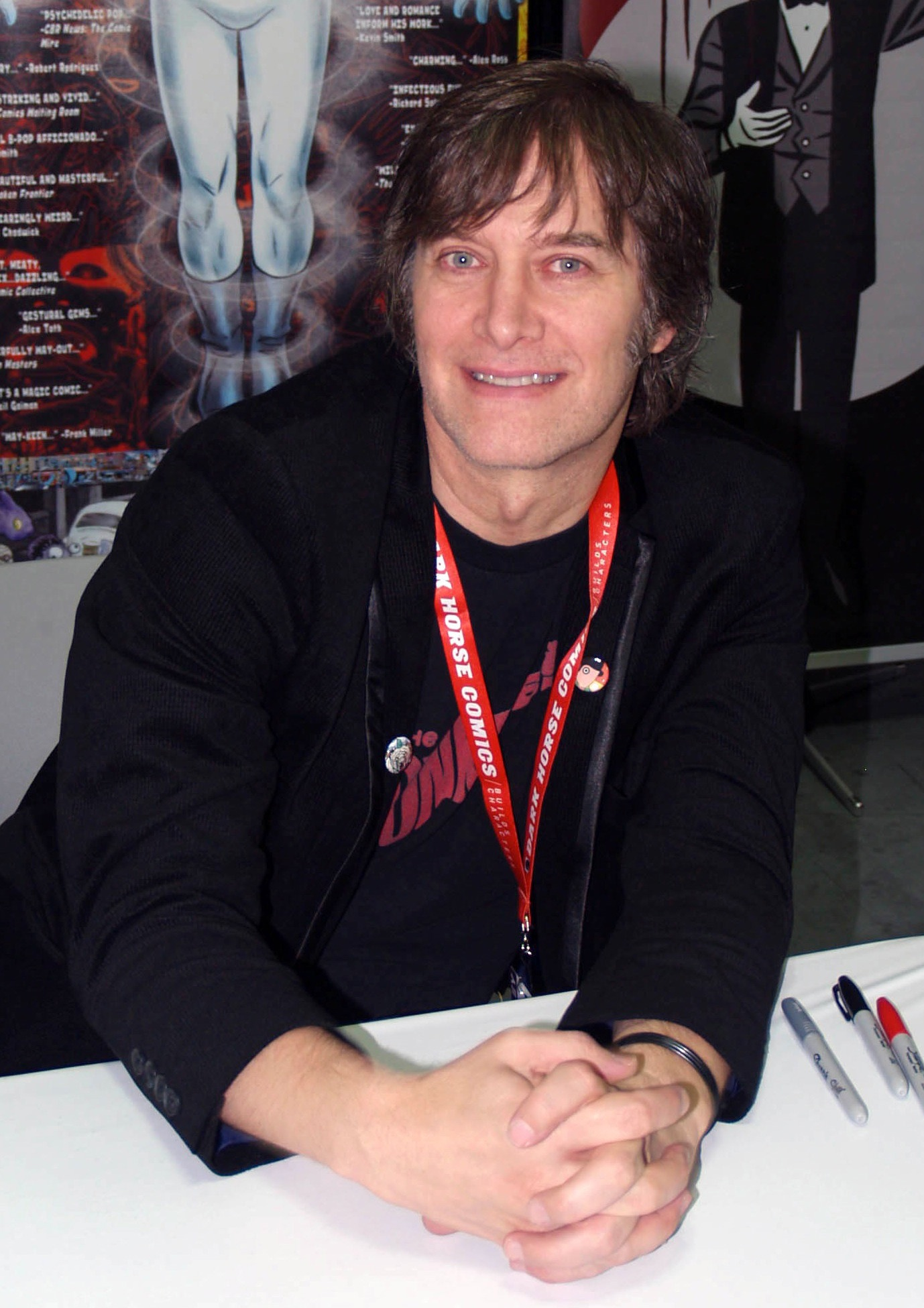
マイク・オールレッド（2014年）。第17号前後で作画者としてのトライアウトに落とされて発奮し、人気作家となってから The Golden Boy の作画を任された。

独立した短編が主体だが、メインストーリーの結末が近づいていることを予兆するシーンが含まれている。それらの物語は旅籠に集まった登場人物たちが酒の席で語り合ったもので、チョーサーの『カンタベリー物語』と似た枠物語の形式になっている。そのため各話は語りと絵の両面で独自のスタイルを持っており、旅籠を舞台とした短いシークエンスが間をつないでいる。旅籠のシーンの作画は英国のベテラン作画家ブライアン・タルボットによる。
冒頭部は主人公ブラント・タッカーの一人称で語られる。彼は自動車旅行の途中で事故に遭い、「世界の果て、滞在無料」と書かれた奇妙な旅籠に入る。旅籠は一種の避難所であり、何らかの重大な出来事の余波として「リアリティの嵐」が吹き荒れる間、いくつもの世界を渡る旅人たちが身を休めるための施設だった。物語を語り合っていた滞在者たちはやがて、夜空に屹立する巨人たちの葬列を見る。最後尾のデスは悲し気な視線を送る。その後タッカーは自分の世界に帰り、バーの主人にこの物語を語る。
A Tale of Two Cities
物語の主人公は、深夜の地下鉄でドリームと乗り合わせたのをきっかけに、住み慣れた都市とは異なる奇妙な街並みに迷い込む。帰路を探すうちに出会った老人は、そこは都市そのものが見る夢の中だという。自己の存在が失われる恐怖に駆られながら現実に帰り着いた彼は、都市を離れて小さな村に移り住み、物語の語り手に自らの体験を伝えた。
登場人物が人知を超えた真実を知る物語で、作者ゲイマンはH・P・ラヴクラフトの影響を認めている。枠線で囲まれたコマの中に吹き出しで文章を書くという通常のコミックの様式ではなく、散文で書かれたナレーションの合間にイラストレーションを挟む構成を取っている。作画のアレック・スティーヴンスは自作でドイツ表現主義を意識したアプローチを取っており、ゲイマンはそのスタイルで描くよう依頼した。
Cluracan's Tale
第4巻で登場した大胆不敵な妖精の使節クルラカンが語る冒険活劇。クルラカンは妖精の女王マッブによって都市アウレリアンに派遣され、その地で開かれる都市国家の首脳会談をかく乱する任務に就く。彼は会談の最中、衝動的に真実を言い当てる妖精の本性により、アウレリアンの支配者の罪を暴き出してしまう。投獄された彼は妹ヌアラの夢を見る。ヌアラは主君モルフェウス（ドリーム）に嘆願して彼を牢獄から脱出させる。クルラカンは妖精の力によってアウレリアンの住民を扇動し、支配者を倒す。
Hob's Leviathan
海に取りつかれ、ジムという名の少年に扮して船員となった少女が語る、未踏の海が持つ不可解な謎と、人々が持つ秘密についての物語。第2巻の短編 Men of Good Fortune で不老不死となったホブ・ガドリングが登場する。
20世紀初頭、リバプールに向かう商船に乗り組んでいたジムは旅客のホブと親しくなる。航海中にインド人の密航者が発見されるが、ホブの厚意で同乗が認められる。密航者はインドの王についての昔話を語る。その王はたった一つ手に入れた生命の果実を妻に贈るが裏切られ、絶望のあまり自ら果実を口にして不死となり、地位を捨てて世界を放浪しているのだという。
航海も終わりに近づいたころ、恐るべき大きさのリヴァイアサンが現れ、偉容を誇示して姿を消す。ジムは興奮してこの体験について語り合おうとするが、共に目撃したはずの水夫たちやホブは敢えて語ろうとしない。後にジムは密航者とホブの会話を盗み聞き、二人が数百年間生きてきたことを知る。ホブもジムの秘密を察していた。しかし、彼らにはそれぞれの秘密を口外するつもりはなかった。
The Golden Boy
リチャード・ニクソンの次にプレズ・リカードがアメリカ大統領となった平行世界の物語である。
「プレジデント」にちなんでプレズと名付けられた男の子は、幼いころから神童として知られ、政治家として将来を嘱望されるようになる。19歳にして大統領選で圧倒的な勝利を収めたプレズはすぐに華々しい政治的業績を上げ、理想の実現に力を尽くす。しかし、伝説的な政治的黒幕であるボス・スマイリーがプレズを誘惑しようとする。プレズは抗うが、凶弾によって婚約者を失ったことで痛手を受ける。任期を終えたプレズは故郷に隠棲し、若くして死ぬ。死後の世界を支配していたボス・スマイリーは隷属を強いる。しかしドリームがプレズを救い出し、平行世界のアメリカを巡り歩いて理想を伝道する機会を与えた。この物語を語ったアジア系の人物は、世界から世界へと旅しながらプレズの後を追い、その言葉を伝えているのだという。
プレズはDCコミックスが1973年に発刊し、4号で打ち切ったコミックシリーズ Prez: First Teen President の主人公であった。スマイリーフェイスのモチーフが登場するのは『ウォッチメン』へのオマージュと見られる。
Cerements
リサージと呼ばれるネクロポリスの住人ペトリファクスが語り手だが、物語中で別の語り手が物語を始めるという重層的な構造となっている。
リサージは他の世界から送られてくる死者のために多様な葬儀が執り行われる都市であった。ペトリファクスは葬儀人としての徒弟修業について話し始め、鳥葬の場でほかの者から聞いた物語を口伝えに語る。
一人目の徒弟が語ったのは死刑囚が死刑執行人の役を担う国の話だった。二人目の徒弟は旅の途中でリサージに立ち寄ったデストラクションから聞いた話を語る。はるか昔、デスペアの最初の人格が死んだときに存在していたネクロポリスは、典礼通りの葬儀を行おうとしなかったため崩壊させられたという。三番目の親方は女師匠から伝えられた体験談を語る。リサージの地下墓地の奥深くに、エンドレスの葬儀に使われる経帷子 (cerement) を収めた部屋があるというのだった。
語られる内容は最終巻で起きる出来事と密接なかかわりがある。

### 第9巻: カインドリー・ワンズ
この巻でシリーズは悲劇的なカタストロフィを迎える。初めにプロローグとして、プロモーション用のアンソロジー誌 Vertigo Jam 第1号に掲載された10ページの掌編 The Castle でドリーミングの主な住人が紹介される。残りを占める長編「カインドリー・ワンズ」は、コミックブック13号にわたるシリーズ最大のボリュームを持ち、構成は複雑である。ドリームを宿命の主人公の位置に置いたギリシア悲劇として書かれ、三相一体の魔女がコロスの役を務める。過去の巻で展開されたストーリーが引き継がれており、人間界に解き放たれたトリックスターであるロキとロビン・グッドフェローが物語の発端を作る。ドリームを愛する妖精ヌアラ、夫と息子の復讐を求めるリタ・ホール、恋人関係にあったが破局した魔女テサリーらはそれぞれ乙女・母・老婆の役割に擬せられ、それぞれ三人の魔女／復讐の女神エリーニュスに加担してドリームに破滅をもたらす。そのほかにも過去の各エピソードを代表するキャラクターがサブプロットを展開する。
ほかの巻のようにリアリスティックではなく、表現主義風の様式化されたタッチで描かれている。メインの作画家マーク・ヘンペルは、アメリカン・コミックで主流のスーパーヒーロー作品とは作風が異なっており、DC社のオルタナティヴ系インプリントであるピラニア・プレスで精神病院の収容者を主人公にした作品『グレゴリー』を書いていた。
The Castle
夜半過ぎに悪夢から覚めた男は、次の夢を恐れつつ眠りに引き込まれる。彼は巨大な本棚が林立する図書館で司書ルシエンに迎えられ、ドリームの城を案内されながら、夢見る者のために物語を準備しているドリーミングの住人たちに引き合わせられる。
The Kindly Ones
夢の中で胎児期を過ごした幼児ダニエル・ホールが母リタの下からさらわれる。その犯人はロキとロビン・グッドフェローだった。しかしリタはドリームが息子を殺したと信じ、狂乱の中で復讐を誓う。リタの精神は現実世界を離れ、神話のゴルゴーン姉妹に迎え入れられてメドゥーサの役割を帯びる。抜け殻となった体を魔女テサリーがドリームの干渉から守る間に、リタは旅を続けてついに復讐の女神エリーニュスと一体化する。彼らは肉親を手にかけた者に復讐する権利を持っており、息子オルフェウスを殺したドリームは正当な獲物だった。エリーニュスは無敵の力でドリーミングを蹂躙する。掟に縛られたドリームの性格や、彼を救おうとする妖精ヌアラの行動が足枷となり、エリーニュスに対抗する手段がなくなる。ドリームは長い煩悶の末に運命を受け入れる。
ドリームは姉デスとともに峻嶮な山の峰に立ち、最後の会話を交わす。この成り行きはドリームが待ち望んでいたことでもあった。デスは弟の手を取り、別の世界に送り出す。
リタには知る由もなかったが、ダニエルはロキらの下から救い出され、ドリーミングで保護されていた。ドリームの遺志により、ダニエルは新しいドリームへと変貌を遂げた。

### 第10巻: ウェイク

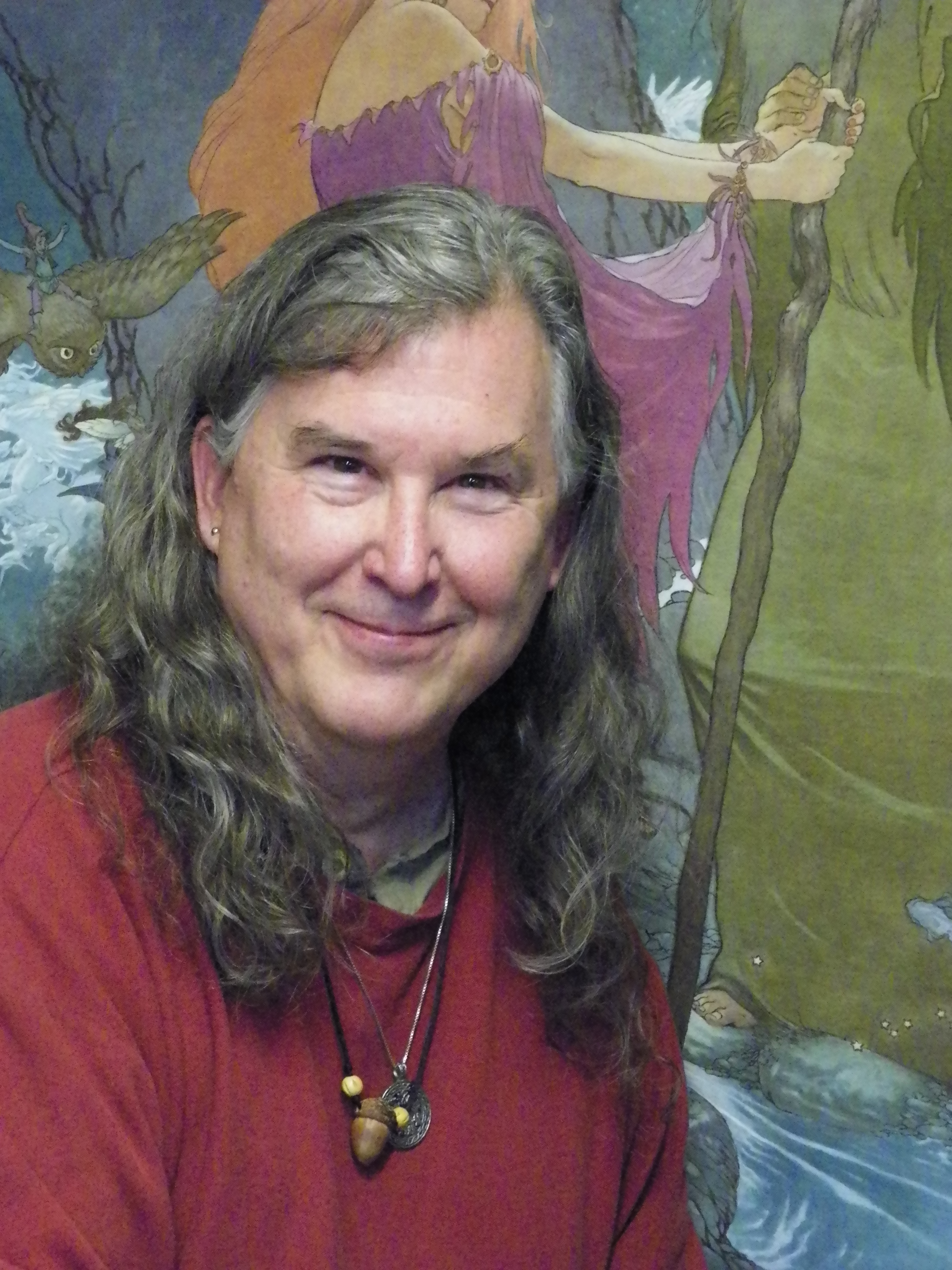
ファンタジー画家チャールズ・ヴェス（2013年）。シェイクスピアが主役となる2篇の短編（第19号、最終第75号）の作画を手掛けた。

表題の "wake" には「目覚める」のほか「通夜」や「航跡」の意味があり、第70–72号のタイトル中でそれぞれ異なる意味で使われている。これらの号ではモルフェウスと呼ばれていたドリームの通夜と葬儀が描かれ、最後に "You"（読者）が目覚めることで物語の本編が完結する。続く第73号は通夜のエピローグであるとともに、第2巻以来モルフェウスと友情を育んできたホブ・ガドリングの物語の締めくくりにもなっている。残る第74, 75号はどちらも作中の過去を舞台にした短編である。
第70–73号ではペン入れは行われず、マイケル・ズリによる鉛筆画のみで印刷された。ズリの精細な絵が用いられたのは前巻のミニマリズムと対照させる意図があった。逆に第74号にはペンシラーがおらず、インクだけで描かれた。アーティストのジョン・J・ミュースは原稿に直接色紙や布地を貼り付けて彩色を行った。
The Wake
兄弟の死を知らされた5人のエンドレスはネクロポリス・リサージに集まる。彼らは地下墓地の深奥に使者を送り、葬儀のための経帷子を受け取らせる。一方、元は幼子ダニエルであった新しいドリームは自らの葬儀に参加することが許されず、ドリーミングの再創造に専念する。モルフェウスと呼ばれていたドリームの部下であった大烏のマシューは主と最期を共にすることができなかったことを悔い、新しいドリームを拒絶する。
その夜、ドリーミングで通夜が開かれる。「夢で訪れた者と招かれた者、祝う者と悼む者」、シリーズに登場してきたキャラクターの大半が集い、死者の記憶を語り合う。翌日の告別式では、列席者が順に弔辞を述べ、夢の王の生と死を振り返っていく。最後にデスが別れを告げる。
わずかな門衛とともに居城に残っていたドリームはデストラクションの短い訪問を受ける。また自身の仇ともいえるリタ・ホールや、かつて自身を幽閉したアレックス・バージェスと面会し、保護を与えて送り出す。葬儀を経たマシューは気持ちに折り合いをつけ、新しいドリームの肩に止まって助言を申し出る。二人はエンドレスの兄弟姉妹との初顔合わせに臨む。
An Epilogue, Sunday Mourning
不老不死のホブ・ガドリングはガールフレンドのグウェンに誘われてルネサンス・フェア（歴史上のヨーロッパを再現する祭）に赴く。その時代を実際に生きてきたホブには上辺だけの真似事でしかないが、それでもなお過去に捨ててきた人生の記憶を呼び覚まされる。
喧騒を逃れて古ぼけた小屋に入ると、彼を追ってデスが現れる。ホブは夢で見た旧友の通夜が本当の出来事だったことを察する。はるか昔にドリーム（モルフェウス）と交わした約束は、ホブが心からそう望むまで死が訪れることはないというものだった。デスは弟に代わってホブの意思を確かめる。ホブにとって生と死の意味は600年前ほど明快ではなくなっていた。彼は思いを言葉にしながらゆっくりと考え、まだその日ではないと答える。
ホブは夢の中でドリームと再会し、談笑しながら日没を歩く。やがて目を覚まし、グウェンとともに帰途につく。
Exiles
中国皇帝の相談役として栄華を極めた老人は、息子が白蓮教の反乱に関わったことで流刑に処せられる。帝国の最果てを目指して砂漠を渡る途中、老人は供とはぐれ、時間が可塑性を持つ「柔らかな場所」に迷い込む。彼はオルフェウスを死なせた直後のドリーム（モルフェウス）と出会い、息子を失った心情を分かち合う。
老人は再び「柔らかな場所」を歩み出し、難所を越える。その先には新たなドリーム（ダニエル）がいた。ドリームはかつての自分の運命から学んだ教訓に従って、時の狭間に閉じ込められていた人間たちを解放していく。自分に仕えよという申し出を丁重に断った老人は、終の棲家となるであろう流刑地に向かいながら、ローマ兵の放浪者が呟いた一句を繰り返す。「万物は変転す、何物も去り行かず (Omnia mutantur, nihil interit)」
本作は第6巻の短編 Soft Places と舞台を共有している。ラテン語の句は『変身物語』から引かれたもので、本作のテーマを総括するものと見られる。
The Tempest
かつて、野心に溢れた若者だったウィリアム・シェイクスピアは、ドリーム（モルフェウス）のために戯曲を書く代わりに才能を引き出してもらう契約を交わした。晩年の彼は、故郷ストラトフォードに置き去りにしてきた妻子のもとに戻り、日々の暮らしの傍らで生涯最後の戯曲『テンペスト』を書き上げる。この作品はドリームが自身のために依頼したものだった。
シェイクスピアはドリームの居城で契約の満了を祝いながら、創作に捧げた一生を少なからぬ後悔とともに省みる。彼が「安っぽい大団円」と自嘲する『テンペスト』の結末をドリームは愛でる。彼が望んだのは、主人公が宿命的な破滅を迎える高尚な悲劇ではなく、書物と魔術を捨てて自らの国から解き放たれる王の物語だった。それはドリーム自身が決してできないことだった。
自室で一人目を覚ましたシェイクスピアは、書き残していた『テンペスト』の最後の口上に取り掛かり、観客に赦しと解放を乞う主人公に自らとドリームを重ね合わせる。「今や魔法はすべて消え失せ、私自身のささやかな力が残るのみです。…」。
このエピソードは A Midsummer Night's Dream（第3巻）の直後に構想されていたが、ゲイマンは『テンペスト』が物語とその終わりについて語っていることに気づき、シリーズ最終号に充てた。

## 登場人物
ドリーム（モルフェウス）（Dream (Morpheus)、夢）
主人公。夢と物語の王であり、同時にその具現化とされる。自らの王国であるドリーミングに住み、人々の夢や創造活動を監督したり、夢を通じて啓示や神託を与えている。過去にはまったく他者への思いやりを持っていなかったが、『サンドマン』の作中では全編を通して過去の冷酷な行いを償おうとする。
姿は見るものによって変わり、文化によって異なった名で呼ばれている。多くの作中人物からはモルフェウスと呼ばれるが、古代ギリシアではオネイロスとして、アフリカではカイックル (Kai'ckul)として知られていた。「サンドマン」と作中で直接呼ばれることはほとんどない。
多くの場面において、長身で青白い肌、乱れた黒髪の男性として描かれる。着用する黒い外套の裾では炎が踊っている。目には影が湛えられ、その奥から小さな光が放たれている。死んだ神の頭蓋骨と脊椎から作られたヘルメットは力の象徴の一つ。外見的モデルとされるのは、20代当時の作者ニール・ゲイマン、ザ・キュアーのフロントマンロバート・スミス、バレエダンサーのファルフ・ルジマートフ、バウハウスのフロントマンピーター・マーフィーである。

### エンドレス
デスティニー（Destiny、運命）
全身がローブで覆われた盲目の男性。鎖で手首につながれた大きな書物には、過去、現在、未来の事物の全てが記録されている。役目と責任にとらわれており、自らの庭園からほとんど出ることはない。
エンドレスの中で唯一『サンドマン』シリーズ以前から存在していた。初出は『ウィアード・ミステリー・ツアー』（1972年）である。
デス（Death、死）
外見はゴス系の若い女性。くつろいだ服装と率直な言動を好む。思慮分別のある性格で、ドリームに助言や叱責を与える。あらゆる生物の生誕と死の瞬間に立ち会う役目を持っている。限りある命を持つ者たちへの共感を忘れないように、100年ごとに1日だけ、生者として地上に降り立って死を経験する。
作者ゲイマンはデスに歌手のニコのような冷たい美貌を与えるつもりだったが、実際に採用されたデザインは、作画のマイク・ドリンゲンバーグが「知り合った中で一番人好きのする女性」と呼ぶ友人シナモン・ハドリーをモデルにして描いたものだった。
ドリーム（ダニエル）（Dream (Daniel)、夢）
死んだドリーム（モルフェウス）の後継者。外見的には全身白一色となり、ルビーの代わりにエメラルドのイーグルストーンを着用する。かつては人間の幼児ダニエル・ホールだった。ドリームとしての記憶を残しているが、生まれたばかりの存在でもあり、自らの境遇に戸惑っている。モルフェウスと比べて純真で温和な性格。
デストラクション（Destruction、破壊）
赤毛の豪快な巨漢。破壊のエンドレスとして変化と変容を司っていたが、300年前にその責任を放棄したため、きょうだいたちからはデストラクションではなく「放蕩者」「兄」と呼ばれる。冗談好きな人間味のある性格で、かつてはきょうだい間のムードメーカーだった。芸術全般に情熱を持っているが才能はなく、相棒の犬バルナバスから辛辣な批評を受けている。
外見のイメージは俳優のブライアン・ブレスド。
デザイア（Desire、欲望）
情欲・欲望の具現化。人間が求めるものすべてを象徴する存在であるため、男性でも女性でもある。非情な一面があり、ドリームに対して昔からライバル意識を抱いている。双子の妹デスペアとは近しい。自身の身体を模した「スレショルド」という領域に住む。
外見のイメージはパトリック・ナゲルのイラストレーションと中性的な歌手アニー・レノックス。
デスペア（Despair、絶望）
初代
一人目のデスペアは作中の過去において殺害された。シリーズ本編では直接描かれることはなかったが、後のスピンオフ作品『エンドレス・ナイツ』に登場した。
二代目
人間の魂に絶望を注ぎ込む存在。背の低い太った女性で、灰色がかった肌と乱杭歯の持ち主。常に全裸。冷たく言葉少なだが、態度に知性をにじませる。鉤で自らの体を切り裂く癖がある。多くの窓が浮かぶ自らの領域から、人間たちの絶望を観察している。デストラクションを慕っている。
デリリウム（Delirium、譫妄）
少女の姿を持ち、感情の揺らぎに合わせて大きく外見を変える。狂気の具現化であり、常に脈絡のないことを話し続けているが、時に深い洞察を見せることがある。かつてはディライト（Delight、喜び）という存在だったが、何らかの事件で傷を受けた結果現在の役目に変わった。
作者がボディピアスの専門誌で見かけた少女が着想の元となった。

### 神話上の存在

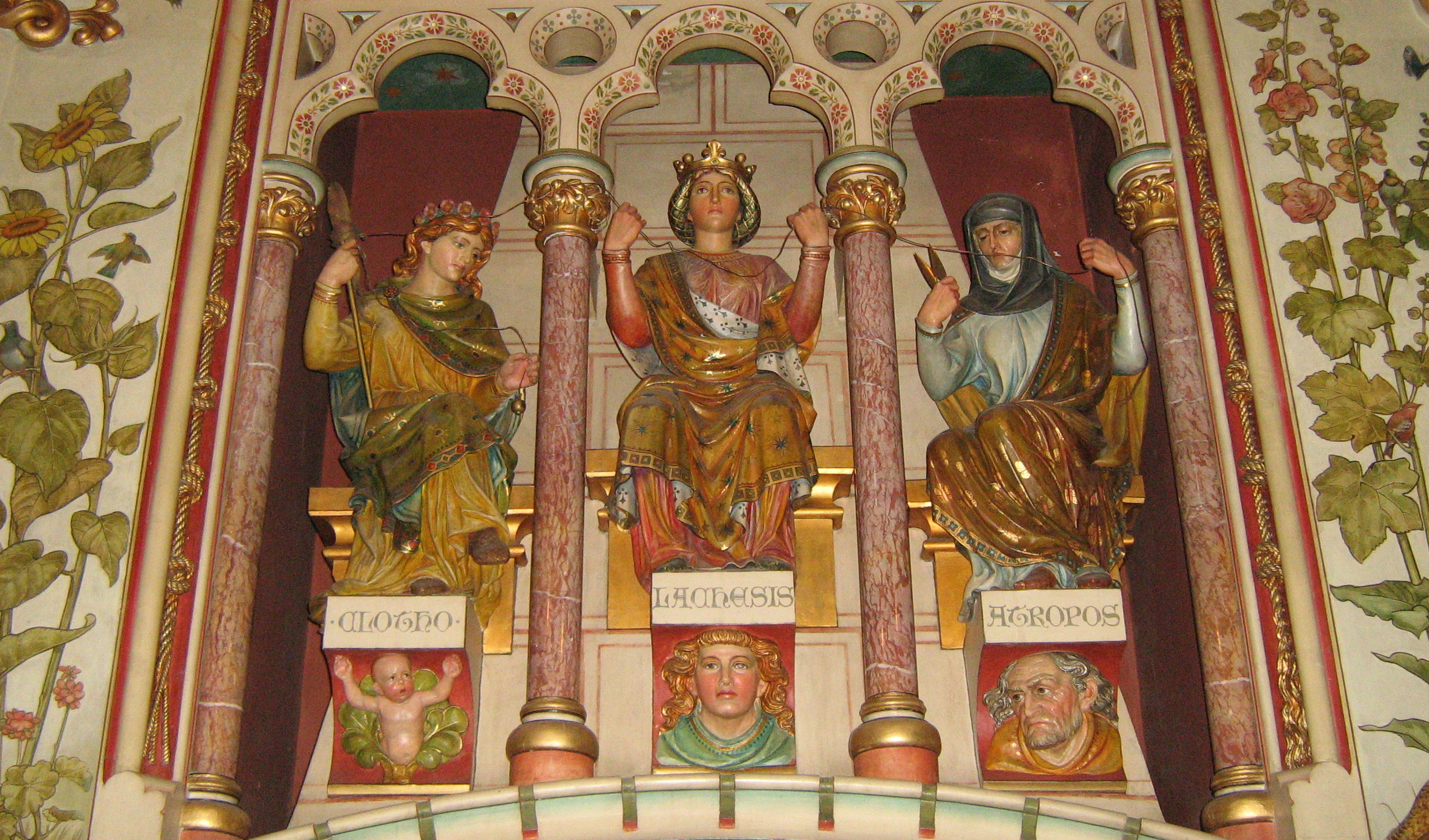
運命の糸を繰り出すモイライは「三人の魔女」の顕現の一つである（写真はコッホ城の飾り物）。

三人の魔女 (The Three Witches)
乙女、母、老婆の三人からなり、それぞれシンシア、ミルドレッド、モルドレッドの名を持つ。多くの神話に見られる三相一体の女神と同一の存在だとされ（ヘカテー、ノルニル、モイライ、モリガン…）、エンドレスと同じく特定のパンテオンに所属する神ではない。シリーズの随所に様々な役割で姿を見せる。第4巻では「灰色の女たち（グライアイ）」として現れて予言を伝え、第9巻では復讐の女神エリーニュスとして決定的な役割を果たす。エリーニュスは作中で婉曲に "the Kindly Ones"（慈愛深い者たち）という名で呼ばれるが、これはアイスキュロスの『オレステイア』三部作で彼らが与えられた「エウメニデス」という名の英訳である。
ギリシア神話
文芸の女神ムーサの一柱であるカリオペはドリーム（オネイロス）と情熱的に愛し合っていたが、二人の息子オルフェウスの運命を巡って口論した結果、一切の関係を断たれる。オルフェウスは竪琴と歌の名手で、父に似た夢想家といわれる。冥界から妻を救い出すことに失敗した後に、首だけの姿となって現代までひっそりと生き続ける。
北欧神話
第4巻において、「万物の父」オーディンはラグナロク後に移り住むため地獄を手に入れようと考え、地獄の鍵を入手したドリームと交渉する。雷神トールは粗野で傲岸だが父オーディンには忠実。邪悪なロキは普段は蛇毒の刑罰を受けている（ロキの捕縛）。
エジプト神話
「ナイル・デルタの死者の王」アヌビスは第4巻で地獄を求める一柱である。猫の女神バストは近年信者を失って窮乏している。往時のバストはドリームと親しかったが、恋仲にはならずに終わった。
日本神話
信仰の廃れた時代にあっても、マリリン・モンローや自由の女神など、外来の文化的アイコンを神の列に加えることで繁栄を保っている一族。スサノオはイザナミが治める死の国の領土を広げるため、言い値で地獄を買い取ろうと申し出る。
メソポタミア神話
愛の女神イシュタルはかつてエンドレスのデストラクションの恋人だった。現在では人間として暮らしながら、ストリップダンサーとして男性からわずかな崇拝を得ることで命を保っている。
悪魔
堕天使の長であったルシファー (Lucifer) は一般の悪魔とは一線を画す強大な存在である。第4巻で地獄の支配を放棄してからは、ロサンゼルスでナイトクラブを経営し、そのピアニストを自ら務めている。ルシファーは以前からDC世界に存在していたが本作で設定が改められ、19歳のデヴィッド・ボウイのイメージで、狡猾であると同時に天使の優美さを備えるキャラクターとされた。
マジキーン (Mazikeen) は顔の半分が崩れて肉や骨が露出している悪魔で、ルシファーを愛し付き従う。地獄の大公アザゼルとベルゼブブは一時ルシファーとともに地獄に三頭政治を布いた。地獄の公爵コロンゾンは人間の魔術師との取引によりドリームのヘルメットを入手し、取り戻そうとするドリームと闘った。
天使
レミエル (Remiel) とデュマ (Duma) はプレゼンス（DC世界におけるアブラハムの神）からルシファーに代わって地獄の管理者となるよう命じられる。それは堕天使となることを意味しており、レミエルは葛藤するが、決して言葉を発しないデュマは抗弁することなく使命を受け入れる。
妖精国 (Faerie)
オーベロン (Auberon) 王とティターニア (Titania) 女王が治める異世界の国。かつて妖精たちは人間に交じって暮らしていたが、14世紀前後に地上を去った。ティターニアは過去にドリームと深い関係にあった。ホブゴブリンの宮廷道化師ロビン・グッドフェロー（パック）は表面的には王家に従順だが、残虐性を秘めており妖精たちから恐れられている。王家の使節クルラカン (Cluracan) の妹ヌアラ (Nuala) は内気だが心根の良い少女で、ドリーミングの城で下働きを務めるうち、ドリームに報われない恋をする。

### ドリーミングの住人
ルシエン (Lucien)
ドリームに仕える取り澄ました男性。本業は城の司書で、彼の図書室には過去に書かれた、あるいは夢想されるだけで書かれなかった全ての書物が収められている。
マシュー (Matthew Cable)
死後に大烏となった元人間。腹心としてドリームに仕える。
カインとアベル (Cain and Abel)
ドリーミングの住人で、聖書に伝えられる最初の殺人の物語のモデルとされる兄弟。二人はそれぞれの住居（「謎の家」および「秘密の家」と呼ばれる）を訪れるものにホラーストーリーを聞かせる。サディスティックな兄カインはおどおどした弟アベルを常習的に殺害する。
イヴ (Eve)
マシューとともにドリーミングの洞窟に住む女性。
コリント人 (Corinthian)
ドリームが創造した凶暴な悪夢。両目の代わりに歯をむき出した二つの口を持ち、動物・人・神の区別なく、生き物を殺して目を抜き取ることに執着している。
水夫の楽園 (Fiddler's Green)
人格を持った夢の中の風景だが、ギルバートと名乗って人間の姿を取ることがある。G・K・チェスタトンがモデルとされる。人間ローズ・ウォーカーと知り合い、親しくなる。
マーヴ・パンプキンヘッド (Merv Pumpkinhead)
カボチャ頭のかかしで、ドリーミングの雑用係。夢の舞台装置を製作するのが主な役目。

### 人間

#### 現代人
ロデリック・バージェス (Roderick Burgess)
アレイスター・クロウリーのライバルを自認する魔術師。秘術の儀式によってドリームを捕らえ、不死の命を要求する。しかし交渉を拒まれたまま年月が過ぎ、愛人や弟子に離反され、失意の中で老衰死する。
アレックス・バージェス (Alexander Burgess)
父ロデリックからオカルトに関する一切を受け継ぐ。自らも老いを迎えたころ、規律のゆるみによってドリームの脱走を許す。それ以来数年にわたって悪夢に閉じ込められていたが、ドリームの新しい人格（ダニエル）によって許しを受け、安らかな晩年を過ごす。
ローズ・ウォーカー (Rose Walker)
第2巻の主人公で「夢の渦」となった若い女性。眠り病にかかった女性ユニティ・キンケイドとエンドレスのデザイアの血を引いている。第9巻では自らのルーツを探そうとする。
ジェド・ウォーカー (Jed Walker)
両親が離婚して以来、生き別れになっていたローズの弟。引き取られた家庭で虐待を受けていた。ジェドの救いは夢の中だけだったが、悪夢ブルートとグロブがジェドの夢に住み着き、偽のサンドマンを主とする「ドリーム・ドーム」に変えてしまった。『サンドマン』旧シリーズでは主人公サンドマンの助手役だった。
ヒッポリタ・ホール (Hippolyta Hall)
リタと呼ばれる。実母ヘレナは復讐の女神の一柱ティーシポネーを呼び起こし、その宿主として超能力を得たスーパーヒロインだった。母からフューリーの名とパワーを受け継いだリタはヒーロー活動に身を投じ、同僚のヘクター・ホールと結婚した。戦死したヘクターの魂とともにジェド・ウォーカーの夢の中で暮らしていたが、ドリームによってその生活を壊され、恨みを抱く。ヘクターとの子をドリームに奪われることを恐れる。
バービー (Barbie)
周囲から軽く扱われがちなブロンド女性。第2巻でローズ・ウォーカーの隣人として夫ケンとともに登場したときには、人工的に感じられるほど普通の印象を与える夫婦だった。しかし、「夢の渦」が二人の夢をつなぎ合わせてしまった結果、夫と内的世界が断絶していることに気づき離婚する。その後バービーは第5巻の主人公となり、夢とアイデンティティを巡る冒険を行う。
バービーの隣人
テサリーは一見生真面目な女性だが、正体は魔女である（後述）。トランスジェンダー女性ワンダは面倒見のいい性格でバービーの親友。手術を恐れているため性器は男性のままである。フォックスグローブ (Foxglove) とヘイゼルはレズビアンのカップルで、スピンオフ作品『デス―ハイ・コスト・オブ・リビング』にも登場し、『デス―タイム・オブ・ユア・ライフ』では主役を務めた。

#### 長命人、過去の時代の人間
ナダ (Nada)
はるか昔、アフリカの肥沃な土地でガラスの都市を治めていた美しく賢明な女王。伝説の中では彼女の部族が最初の人類だといわれる。ドリームに恋をした結果、1万年にわたって地獄に落とされる。結局は彼と和解するが、すべての記憶を失って香港の新生児に転生することを選ぶ。
ホブ・ガドリング (Hob Gadling)
14世紀のイングランドに生まれた意志の強い男性。ドリームによって不老不死の身にしてもらい、その代わり100年毎に彼に心境を語る約束をする。ドリームとはやがて対等な友人となる。奴隷貿易で財をなすが、現在ではその非道を理解しており、罪の意識を持っている。外見のモデルはイアン・アンダーソン。
ウィリアム・シェイクスピア (William Shakespeare)
友人の劇作家キット・マーロウの才能を羨み、後世に残る傑作を書くためなら悪魔とでも取引すると話していたのをドリームに聞きつけられる。ドリームとの契約により、詩人としての才能を引き出してもらう代わり、その注文に従って夢を題材にした戯曲を2編書くことになる（第3巻、第10巻参照）。
テサリー (Thessaly)
眼鏡をかけた小柄な若い女性に見えるが、正体は数千年の寿命を持つテッサリアの魔女である。ラリッサとも名乗る。実際的な性格で、古代の気風を持ち続けており、敵対者を殺すことに躊躇しない。第5巻でドリームと言い争うが、後に求愛を受ける。しかし彼の関心が薄れたと感じてその元を去る。第9巻では三人の魔女と取引し、寿命を延ばしてもらうのと引き換えにドリームと敵対する。

### シリーズ外のDCキャラクター
ジョン・コンスタンティン (John Constantine)
ドリームの持ち物だった砂袋を偶然入手した悪魔祓い。同棲していた麻薬常用者の女性に砂袋を持ち逃げされた。
ドクター・デスティニー (Doctor Destiny)
本名ジョン・ディー。夢を操る能力で初期の『ジャスティス・リーグ・オブ・アメリカ』を苦しめたスーパーヴィラン。母親はドリームを捕らえた魔術師ロデリック・バージェスの愛人だった。バージェスが奪ったドリームのルビーを母親から受け継ぐ。
エレメントガール (Element Girl)
第三巻 Façade の主人公。本名ユレーニア・ブラックウェル（レイニー）。パートナーのメタモルフォと同じく、太陽神ラーの宝珠に触れて元素転換の能力を身に着けたスーパーヒロインである。1967年から翌年まで『メタモルフォ』誌に登場していた。同誌の終刊後もメタモルフォは「アウトサイダーズ」などのチーム誌で活躍を続けたが、エレメントガールはそのまま忘れられていた。

## 制作背景

### 誕生
27歳の新進コミックライター（原作者）だったニール・ゲイマンが1988年にDCコミックスに対して『サンドマン』（1974–76年）のリメイクを提案し、その結果生まれたのが本作である。当時のDC社は1985年の『クライシス・オン・インフィニット・アース』で刊行物全ての設定をリセットした直後で、旧作を現代風な物語として語り直すことに力を入れており、スーパーマンを始めとする多くのキャラクターが新世代の作家によって再創造された。『サンドマン』旧シリーズは眠りの妖精（ザントマン）が主人公のヒーロー物で、ジャック・カービーなどにより7号が刊行されたが、人気は得られなかった。
もともとゲイマンは、DCデビュー作として企画されていたリメイク版『ブラック・オーキッド』（1988年）にカービー版のサンドマンを登場させるつもりだったが、先に他誌で使われていたため実現しなかった。しかしゲイマンは、夢の住人であるサンドマンには真の形がなく、見る者によって姿を変えるというアイディアに魅了されており、それに基づいた新シリーズを構想し始め、DCの編集者カレン・バーガーに伝えた。
芸術志向の作品だった『ブラック・オーキッド』をDC社は高く評価し、上質な装丁で刊行することにした。しかし主人公キャラクターの知名度が低く、制作者も全く無名であることは不安材料だった。そこでDC社は、『ブラック・オーキッド』を出す前に、ゲイマンを別の作品でアメリカ読者にお目見えさせようとした。ゲイマンはカレン・バーガーから新しい月刊シリーズを書くよう求められ、候補の一つとして『サンドマン』新シリーズを提案された。ゲイマンはその際の会話を以下のように述べている。
ゲイマンはありがちなホラーやヒーロー物を書くつもりはなく、関心の赴くままどのようにでも物語を展開させられるような主人公を選んだ。神話のモルフェウスをヒントにして作り出された新たなサンドマン（作中ではドリームもしくはモルフェウスと呼ばれる）は「夢の王」「物語の君主」とされる超常的な存在であった。ゲイマンはドリームがこれまでDCユニバースに現れなかった理由を「囚われていたから」と決め、以下のような初期イメージを元にキャラクターを発展させた。
ドリームの服装は、日本のデザインに関する本で見かけた着物の柄と、ゲイマン自身が好む黒一色のファッションを組み合わせたものである。

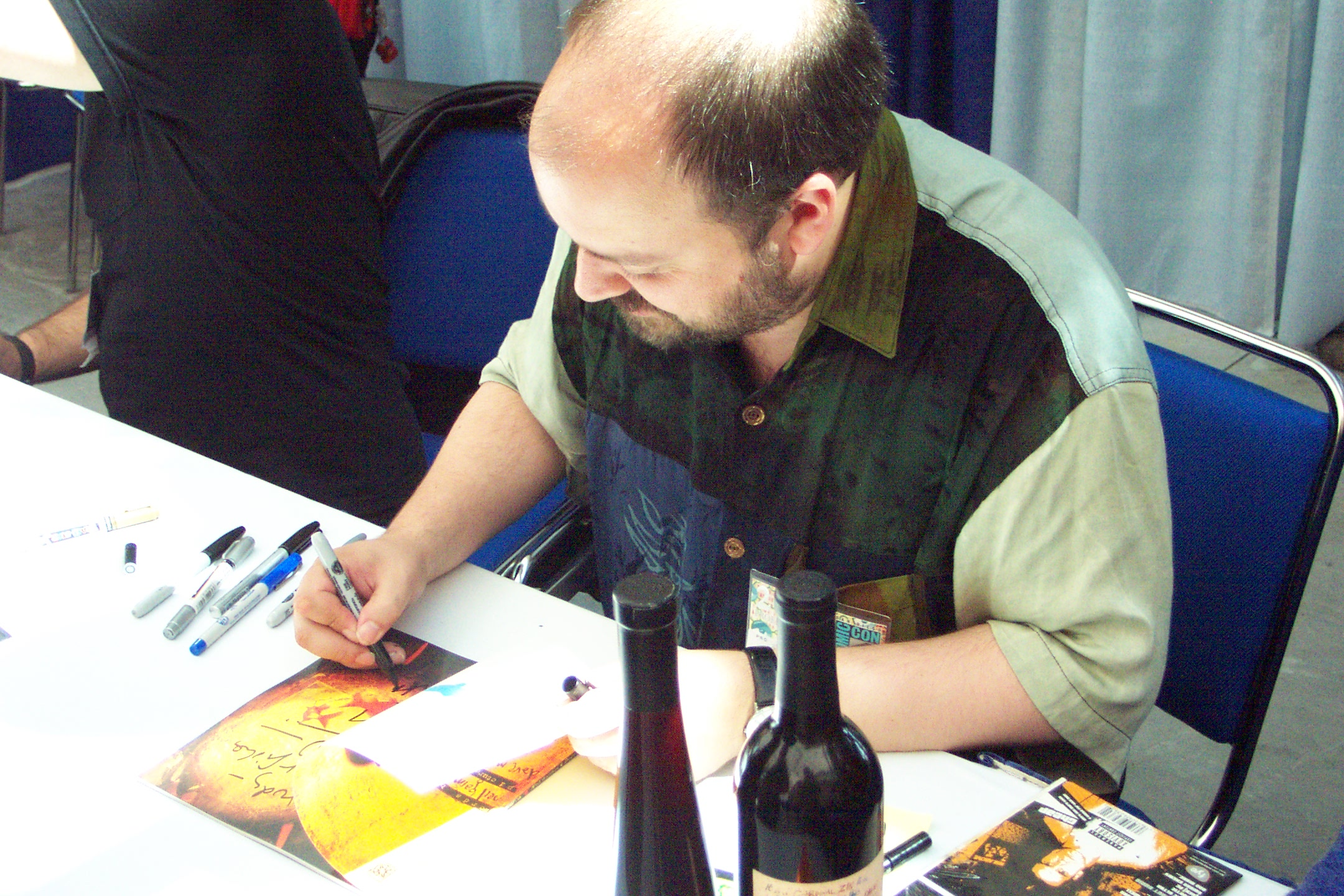
デイヴ・マッキーン（2003年）。ニール・ゲイマンとはごく初期からコミックの共作を行っており、小説家とイラストレーターとしてもコンビを組んでいる。

ゲイマンは最初の長編ストーリーの梗概を作成し、友人の画家デイヴ・マッキーンとレイ・ボールチに渡してキャラクタースケッチを描かせ、DC社のバーガーやディック・ジョルダノから認可を得た。無名の作者によるホラーシリーズを手掛けたがる作画家は少なかったためペンシラーの選定は難航したが、画風が独特でイラストレーション風の絵が描ける新人としてサム・キースが選ばれた。インカーとしてはマイク・ドリンゲンバーグが、カラーリストとしてはロビー・ブッシュが契約を結んだ。レタラーのトッド・クライン、カバーアーティストのデイヴ・マッキーンらはシリーズを通して貢献を続けた。
『サンドマン』第1号は1988年11月29日に発売された（発行日表示1989年1月）。

### オリジナルシリーズ
ゲイマンは初期の数号について、彼自身も作画スタッフも経験不足だったため「ぎこちない出来」になったと述べた。ペンシラーを務めていたサム・キースは、特に自身の作画の評価が低かったと語っている。キースによれば、漫画的な馬鹿馬鹿しさを好む作風が周りと噛み合っておらず、単純に画力も不足していた。第3号の時点で辞意を明らかにしたキースを引き留めるため、ゲイマンは第4号にキースの長所が活きるようなシーンを設けた。その一つは無数の悪魔が地獄の地平を埋め尽くしている見開きページだった。手間のかかる構図の作画をキースは楽しみ、ペンシラーの職域を越えてペン入れまで行った。しかし、結局は次の号でシリーズを離れ、「ビートルズに入ってしまったジミ・ヘンドリックスみたいな気分だ」という言葉を残した。
第6号からは、当初インカーだったドリンゲンバーグがペンシラーに転向し、後任のインカーにはマルコム・ジョーンズIII世が迎えられた。完璧主義のドリンゲンバーグは仕事が遅かったため二つ目の長編ストーリーの完結（第16号）とともにレギュラーを外れ、以降はそれぞれのストーリーに合わせて作画家が選ばれるようになった。しかし、憂愁さと色気を感じさせ、リアリスティックでモダンな落ち着きを持つドリンゲンバーグの画風はシリーズのヴィジュアル面を方向付けた。キャラクターがホラーコミック調にディフォルメされていたサム・キースと比べて、新しい絵柄はゲイマンのストーリーが持つ密やかなエロティシズムを際立たせていた。ドリンゲンバーグが第8号（1989年8月）において、ドリームの姉である死の化身デスをデザインしたことは特筆すべきである。大鎌を携えた骸骨という西欧の伝統的な死神とは全く異なり、ゴス風の快活な女性として描かれたデスはシリーズの中でも屈指の人気キャラクターとなり、コミックの歴史に刻まれた。ゲイマンは2014年のインタビューで、本作が独自の作品に脱皮することができたのはドリンゲンバーグの作画があってのことだったと述べている。ドリンゲンバーグ自身は本作の作画について、読者の想像力に訴えるため幻想的な描写を抑えめにしたことや、論理の飛躍 (visual non-sequitur) を用いて注意を引き付ける手法について語っている。

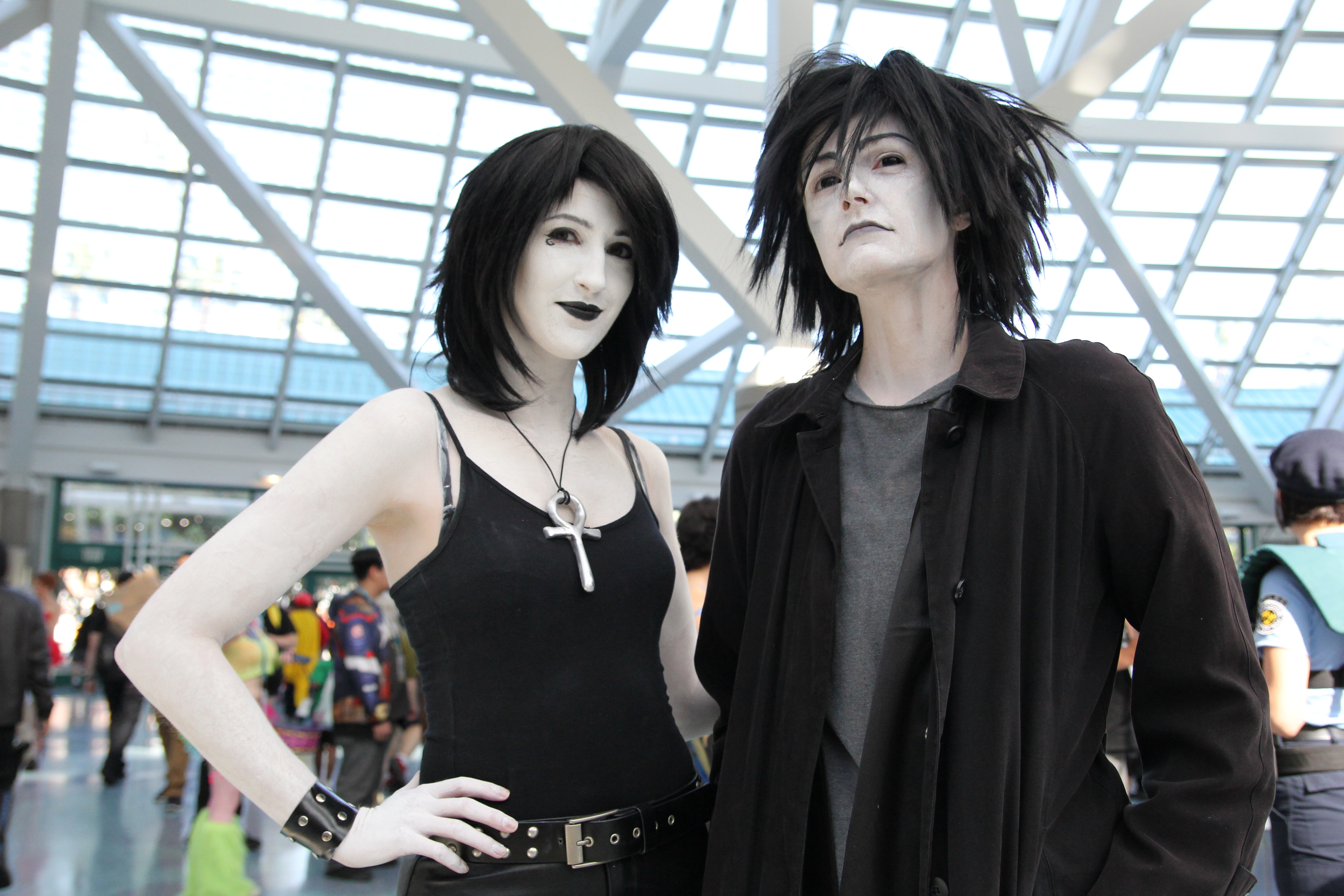
主人公ドリーム（右）とその姉デス（左）。ワンダーコン参加者によるコスプレ （2016年）。

このころには『サンドマン』はDC社のカルトヒット作となっていた。メインストリーム・コミックの読者層とは異なる女性や年長者のファンも多く、それまでコミックと無縁だった者もいた。コミック史家レス・ダニエルズは本作を「驚くべき傑作」と呼び、「ファンタジーやホラー、アイロニックなユーモアを混ぜ合わせた作風はコミックブックにこれまでなかったものだ」と指摘した。コミック原作者でDCの重役でもあったポール・レヴィッツは次のような所見を述べている。
ゲイマンは早くから物語の結末とともにシリーズを終了させようと考えていた。しかしシリーズの権利を所有するDC社が人気作を終わらせたがらないのは明白だった。ゲイマンは長年にわたって直接間接に意思を伝え続け、DC社との絶縁をちらつかせることもした。DC側はゲイマンを降板させて別の作者にシリーズを継続させることもできたが、結局は彼の意向に従った。このような作家主義的な措置はコミック界でほとんど前例がなかった。シリーズが完結した年にゲイマンは以下のように語っている。
主人公ドリームは第69号（1995年6月）で死を迎え、人間の幼児ダニエルが後継者となる。第70–72号ではドリームの葬儀が行われ、第73号ではそのエピローグが書かれた。さらに作中の過去を舞台にした2編の物語が書かれたところでシリーズは完結した。最終号となった第75号は1996年3月に発行された。

### 売れ行き
当初、ゲイマンは本作が1年後に全12号で打ち切られる可能性を想定していた。最初のストーリーラインが第1-8号で構成されたのはそのためだった。仮に打ち切りになったとしても、最終号でストーリーの区切りをつけるのは避け、残りの4号に短編エピソードを入れて余韻を残せば、後に復刊されるかもしれないと考えたのだった。シリーズ第1号はマッキーンによる印象的な表紙や宣伝の効果もあって8万部という良好な売れ行きを示したが、第4号までに4万部に落ち込んだ。しかし第5号からは毎号数100部ずつ上昇していった。第8号はDC社内での前評判が高く、コミック専門店に対して無償のコミックブックを配布するなど大々的な販促活動が行われた。この号は実際にホラータイトルとして抜きんでた成功を収めたため、ゲイマンは安心してシリーズ全体の詳細な構想を立てはじめた。シリーズはここでDC社の人気キャラクターをあまりゲスト出演させない方向に舵を切ったため、いくらかの読者を失うことになったが、巻を追うごとにそれ以上に新しい読者が入ってきた。
1980年代から90年代にかけてのアメリカン・コミック界では、閉鎖的なファン層に支えられた危うい好況が続いており、コレクター向けの限定版コミックで発行数を水増しすることが常態化していた。この状況は1994年に破綻を迎え、コミック専門店や小出版社の廃業が相次ぎ、発行数が全体に急低下した。しかし、本シリーズはその影響をほとんど受けず、毎号10万部前後を維持したため、月刊タイトルの売上ランキングにおいて70位台から25位まで上昇した。最終号はランキング1位を占めた。年間発行数は最大で120万部に達した。

### DCユニバースとのつながり
夢の領域の住人として初期に登場したキャラクターの多くは、DC社のホラーシリーズでナレーター役を務めていたキャラクターだった。「最初の物語の殺害者と犠牲者」であるカインとアベルの兄弟はそれぞれ『ハウス・オブ・ミステリー』、『ハウス・オブ・シークレッツ』のナレーターだった。城の司書ルシエンは『テールズ・オブ・ゴースト・キャッスル』から取られた。夢の国の洞窟に住むイヴ（アダムの妻）は『プロップ!』誌に登場していたが、マダム・ザナドゥのイメージも取り込まれている。プロット上重要な役割を持つ三人の魔女もまたホラーシリーズ『ウィッチング・アワー』から取られた。これらは歴史の中に埋もれた平板なキャラクターだったが、本シリーズで奥行きが与えられたことで、ヴァーティゴ作品にたびたび顔を出すようになった。
シリーズ初期にはDC社の「成人読者向け」タイトルとのクロスオーバーが行われた。『サガ・オブ・スワンプシング』第2シリーズ第84号（1989年3月）では、長年の登場人物であったマシュー・ケーブルが命を落とし、ドリームによって夢の大烏に変えられて『サンドマン』のキャラクターとなった。『ヘルブレイザー』第19号ではドリームが同誌の主人公ジョン・コンスタンティンと出会う。『サンドマン』第3号（1989年3月）では逆にコンスタンティンがゲスト出演を行った。
第4号（1989年4月）ではアラン・ムーアが『スワンプシング』誌で書いた地獄がストーリーに取り入れられ、ルシファー、ベルゼブブ、アザゼルの3人を頂点とする地獄の位階が導入された。翌月の第5号（1989年5月）では、ドリームがDC世界のヒーローチーム、ジャスティスリーグ・インターナショナルを訪問した。
これ以降もDCキャラクターが登場することはあったが、多くは1、2話のゲストに止まり、本編プロットとDCの主流世界が深く関与することはなかった（後述するフューリーは例外である）。

### 旧サンドマンとの関わり
シリーズのタイトル『サンドマン』は主人公の異名の一つだが、本シリーズ以前からDC世界にはサンドマンという名のスーパーヒーローが複数存在した。ゲイマンはそれらを自らの物語に取り込み、主人公ドリームと関係づけた。
1940年代に活躍した初代サンドマン（ウェスリー・ドッズ）はガスマスクと催眠ガス銃を武器として犯罪と戦うありきたりなヒーローだった。本シリーズでは、ドリームが幽閉されていた時期にドッズはその魂の一部を受け取り、霊感を受けてヒーロー活動を始めたとされた。後年にはこの解釈に基づいたドッズを主人公とするスピンオフ作品も発刊された。ドリームがガスマスクに似たヘルメットを着用するのは、初代サンドマンへのオマージュと思われる。
二代目となるジャック・カービー期『サンドマン』（1974–1976年）はスーパーヒーローのような衣装をまとっているが、本物の眠りの妖精であった。カービー版シリーズが短期で終わってからしばらくして、コミック原作者ロイ・トーマスは二代目サンドマンの設定を変更し、その正体は夢の次元に閉じ込められた人間ギャレット・サンフォードだとした（1983年）。トーマスは続いて自作『インフィニティ・インク』第50号（1988年5月）でヘクター・ホールというヒーローにサンドマン（三代目）の名を受け継がせた。
ゲイマンは本シリーズ第11–12号（1989年12月-1990年1月）で設定の変更を行い、二代目・三代目のサンドマンは手下の悪夢ブルートとグロブに操られていたことにした。2体の悪夢はドリームの支配から逃れて、偽のサンドマンを戴く自分たちの王国を作ろうとしたのだった。しかし2体はドリームによって罰され、ヘクター・ホールは消滅させられる。ホールはスーパーヒロインのフューリー（本シリーズでは本名のリタ・ホールで呼ばれる）と結婚していた。夫を失ったリタは後の巻で再登場し、遺児ダニエルとともに大きなプロット上の役割を担うことになる。フューリーは元々ギリシア神話に由来するキャラクターで、超人的な力は女神ティーシポネーに与えられたものだった。本作ではティーシポネーを始めとする三相一体の女神エリーニュスもまた重要な役割を演じた。

## 作風とテーマ

### 主題
作者ゲイマンはシリーズ全体を一文で「変わり得ない者は死ぬしかないと学んだ夢の王は、自らの運命を選ぶ」と表現したことがある。「変わるか、死か」、あるいは「変化・変容・自己と世界の再創造」のテーマは、当時のゲイマンがメンターとしたクライヴ・バーカー（『血の本』）やアラン・ムーア（『ミラクルマン』、『Vフォー・ヴェンデッタ』など）にも共通していた。批評家ヒラリー・ゴールドスタインによれば、主人公ドリームが闘う相手は強大な怪物などではなく「自分自身のエゴ」であり、それが本作を悲劇にしている。コミック研究団体セクワートのスチュアート・ウォレンは「成熟して別の何かになること、成長とともに責任を引き受けること、進んで変化を受け入れる度量を持つこと」が主題だとした。グレッグ・カーペンターは「過去の伝統や価値観が根拠を失ったポストモダンの世界に生きながら、それらの観念をどのように受け止めていくか」という問いかけがあるとした。
夢と物語の主題もまた本作の大きな部分を占めている。作者ゲイマンは「夢」の意味として、眠りの中で見る夢、希望としての夢、そして「世界に意味を見出すため、我々が自分自身に信じさせる物語」としての夢を挙げた。ヒラリー・ゴールドスタインは本作を「夢を見る行為ではなく、むしろ夢という概念についての」コミックブックと呼んだ。マーク・バクストンは本作を「物語という業と、潜在意識の本質への愛情あふれるトリビュート」とした。デイヴ・イツコフは『ニューヨーク・タイムズ』で本作を評して「夢は物語作家にとっての究極の自由を表している。伝統的なナラティブのルールが適用されない舞台設定であるにとどまらず、野心的で才気あふれる作者にとってはルールを完全に書き変えることが許される空間なのだ」と書いた。文学者フランク・マコーネルは、超越的な存在だったドリームが人間的なものへと変化するストーリーを近代文学の勃興についての寓話と捉え、「壮大なメタフィクションであり、物語についての物語にほかならない」と述べた。
作家スティーヴ・エリクソンは本作を「迷宮のように入り組み、眩暈がするほど複線的である … 全てのページを地面に並べて鳥の視点から見下ろしたくなる」と表現しつつ、全編を通じて喪失の感覚が語られていることを指摘した。シンガーソングライターのトーリ・エイモスは、本作は現代の神話として読まれており、全一性がテーマにあると述べた。

### ジャンルと構成
本シリーズは数号にわたる長編ストーリーや一号完結の短編からなる。それらの題材は多様だが、単発のエピソードの羅列ではなく全体として一つの物語となっている。一般的な月刊コミックブックでは、作中の時間の流れはあいまいで、物語は基本的にいつまでも続く。しかし本作では現実と並行して年月が経過していることが全編を通して明示されており、不可逆な事象の積み重ねによって物語の結末を導く意図があるとされる。構成は緻密で、一つ一つのコマに至るまではっきりした意図のもとに配置されてストーリーを展開している。『トランスメトロポリタン』や『Y:THE LAST MAN』など、後にヴァーティゴから刊行された作品の多くは本作にならって、最初のストーリーが結末に向けた伏線になっているという周到な構成を採用した。
本作はダーク・ファンタジー（ホラー）のジャンルに分類されるが、背景はどちらかというと現代的である。批評家マーク・バクストンは本作を「名手の手による物語で、大人が読むダーク・ファンタジーの潮流を作った」と評し、それ以前のファンタジー・ジャンルでは小説やコミックを含めて同種の作品はなかったと述べた。本作はまた業界の制約にとらわれず、アーバン・ファンタジー、神話の再解釈、史劇、スーパーヒーローのような多様なジャンルを縦横に利用している。
初期のエピソードでは、『サンドマン』の神話体系はDCユニバースの一部であり、数多くのDCキャラクターが直接間接に登場していた。しかしシリーズが進むにつれ、他誌とのストーリー上の関連性は弱められていった。その理由の一つは創作上の自由を確保するためである。シリーズの連載中、ほかのタイトルのストーリー展開に足並みを合わせるよう求められたゲイマンは、編集者カレン・バーガーと激しく衝突することがあった。コミック原作者のグラント・モリソンは本作を評して、「スーパーヒーロー・コミックという当初の立脚点を逸脱して […] ファンタジーやホラーと文学の交差する地点に、新しいジャンルを確立することになった」と述べている。
作者ゲイマンは、シリーズの長編ストーリーラインに「男性的」なものと「女性的」なものを交互に配置したと述べている。男性主人公ドリームが困難な状況に挑む「プレリュード&ノクターン」や「シーズン・オブ・ミスツ」は男性的なストーリーであり、人間女性のキャラクターを中心に置いて人間関係やアイデンティティのテーマを扱った「ドールズハウス」や「ゲーム・オブ・ユー」は女性的なストーリーだとされた。

### レタリング

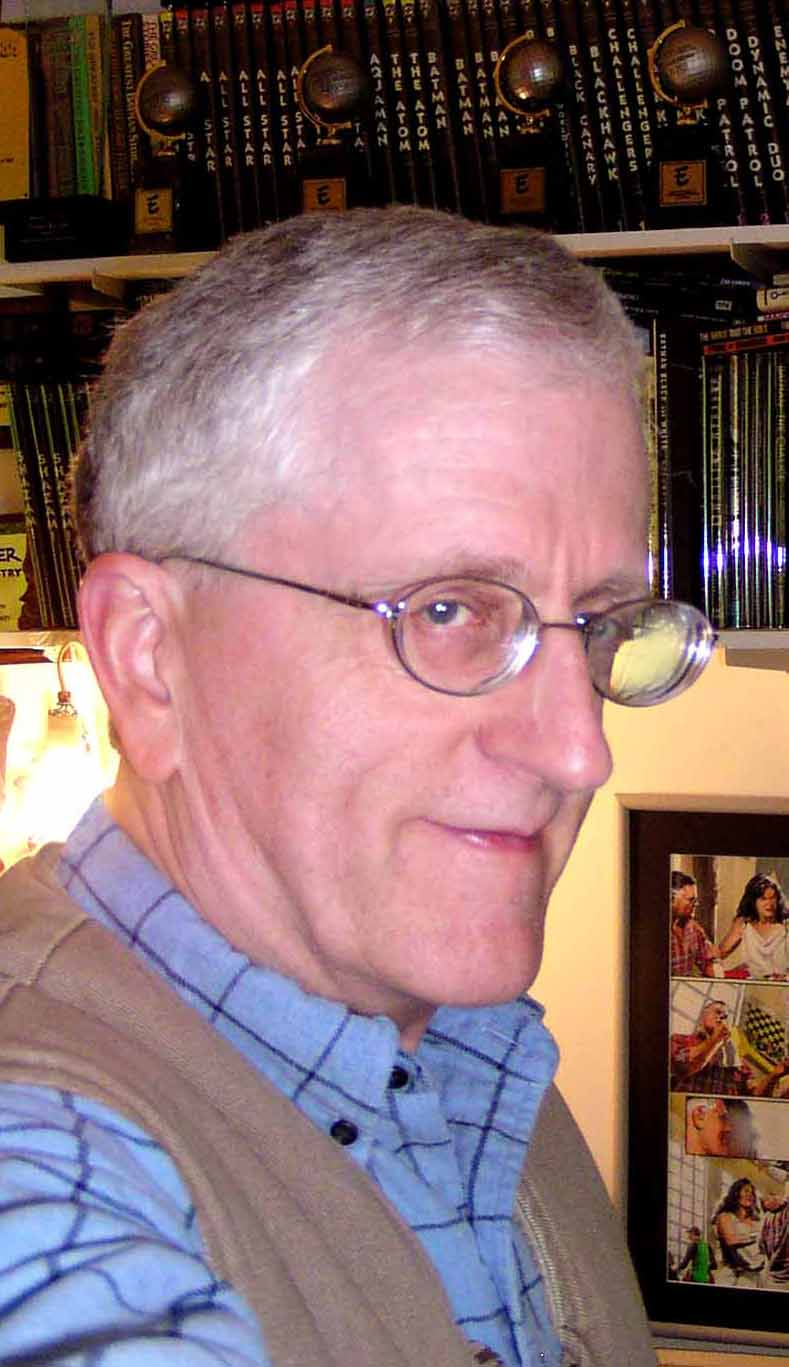
トッド・クライン。特殊フォントの多用には消極的だったが、ゲイマンに毎回言いくるめられた。

シリーズの正レタラーを務めたトッド・クラインはアメリカのコミック界きっての名手と認められており、代表作となった本作のレタリングで連続3回のアイズナー賞、3回のハーベイ賞を受賞している。クラインによると、ゲイマンは本作の主要登場人物それぞれに固有の字体と吹き出しの形をデザインするよう要求した。主人公ドリームには夢の移ろいやすい性質を表すため不定形の吹き出しが使われ、黒地に白の文字が入れられた。狂気の具現化であるデリリウムの吹き出しには虹色のグラデーションが用いられ、文は波打っており、字体や文字サイズは一定しない。中世ファンタジー世界を舞台にした「ゲーム・オブ・ユー」ではカリグラフィーの技法が使われた。最終号 Tempest では、主役となるシェイクスピアの直筆を模して字体が作られた。クラインが本作のために作り出したスタイルは30種に及ぶ。デジタル化以前の時代であり、これらのレタリングはほぼ全て手作業で行われた。

### カバーアート
デイヴ・マッキーンのカバーアートはファインアートや現代デザインを取り入れた際立ったもので、シリーズの顔となった。作家スティーヴ・エリクソンは「信じられないほど不気味な、イドに苛まされた表紙」と評した。当時、コミックの表紙には必ず主人公キャラクターを描くのが通例だったが、マッキーンは編集のバーガーを説き伏せ、作品のテーマを題材とした表紙画を制作した。マッキーンは本作の思索的なストーリーに合わせて「少しシュルレアルで、物憂げで、内省的な」イメージを覗かせる窓枠として表紙を機能させようとしたと述べている。初期の号では、絵具で描かれた絵と、彫刻やオブジェを並べた棚をコラージュした写真が多く用いられた。1994年にマッキーンがMacintoshのコンピュータを導入してからはPhotoshopも使用され始めた。マッキーンは本シリーズで全号の表紙を制作し、スピンオフ誌『ドリーミング』でも続投した。1998年には本シリーズの表紙画集が Dustcovers: The Collected Sandman Covers のタイトルで刊行された。

## 社会的評価

### 受賞
『サンドマン』第19号 A Midsummer Night's Dream は1991年に世界幻想文学大賞最優秀短編賞を受賞した。コミックブックとしては異例の受賞だった。アメリカのコミック界で権威あるアイズナー賞はオリジナルシリーズだけで20回近く受賞している。内訳は継続シリーズ部門3回、短編部門1回、ライター部門4回（ニール・ゲイマン）、レタリング部門7回（トッド・クライン）、ペンシラー／インカー部門2回（チャールズ・ヴェスとP・クレイグ・ラッセル）などである。またハーベイ賞は継続シリーズ部門1回、ライター部門2回を受賞している。スピンオフ『夢の狩人』は2000年にヒューゴー賞の関連書籍部門にノミネートされた。『夢の狩人』と『エンドレス・ナイツ』はそれぞれ1999年と2003年にブラム・ストーカー賞のイラストレーテッド・ナラティブ部門を受賞した。「シーズン・オブ・ミスツ」は2004年にアングレーム国際漫画祭最優秀シナリオ賞を受賞した。本編シリーズの前日譚であるミニシリーズ The Sandman: Overture『サンドマン 序曲』は2016年にヒューゴー賞グラフィック・ストーリー部門を受賞した。

### コミックブック業界への影響
本作は、子供向けのポップなメディアであったアメリカン・コミックスに新たな文学的な感覚を持ち込んだ作品の一つだと認められている。1950年代以来、アメリカのメジャーなコミック出版社はコミックス倫理規定の影響で子供向けのスーパーヒーロー作品を中心に刊行しており、多様で現代的なジャンルを扱う土壌がなかった。80年代に至ってコミックス倫理規定の影響力が弱まり、『バットマン: ダークナイト・リターンズ』、『ウォッチメン』など、形式やテーマの面で新しい地平を開く傑作が登場してコミックの文化的地位を高めた。しかしそれらは、露骨な暴力描写やシニシズムを主軸とする亜流作品をも生んだ（当時流行した作風は "grim and gritty"「暗くざらついた」と呼ばれた）。ストーリーをシリアスに見せるために女性への暴力を使ったり、女性を性的対象として描写する傾向がいっそう強くなったのもこの時期だった。
そんな中で登場した『サンドマン』はストーリーテリングの精妙さで抜きんでており、女性や一般読者にアピールする作風でコミックの読者層を広げたと評価されている。派手な戦いが毎号の見せ場になる従来のコミックブックとは対照的に、ゲイマン作品では交渉や外交がストーリーの焦点となり、主人公と敵役はより穿った形で競い合う。当時コミック読者の大多数は男性だったと言われるが、本作のファンは男女比が拮抗していた。また多様性や多文化主義のテーマを早くから扱っていたいう点でも影響は大きかった。批評家ターシャ・ロビンソンは「創造的で生彩に富み、気品を備え、そして大いに野心的な物語であるが、それでもなお細部のディテールと瞬間を美しくとらえている」と述べ、「現代コミックの基礎を作った」と評した。
スティーヴン・キング、ピーター・ストラウブ、クライヴ・バーカーら、幻想文学やホラー小説の大家が序文を寄せたグラフィックノベル（単行本）はコミックの枠を越えた読者層を獲得し、メインカルチャーに受け入れられた。作者ゲイマンの創作の原点であったSF作家、サミュエル・R・ディレイニー、ハーラン・エリスン、ロジャー・ゼラズニイらは『サンドマン』の愛読者となった。ゲイマンは一種のカルチャー・ヒーローにのし上がり、積極的に多くのインタビューを受けて、文学寄りのコミックのスポークスパーソン的な立場になった。あるパーティーでゲイマンに引き合わされた作家ノーマン・メイラーは『サンドマン』に興味を覚え、単行本に「これは知識人のためのコミック・ストリップだ。そろそろこういう作品が出てもいいころだ」という推薦文を提供した。メイラーの言葉は読書界に影響力が大きかったという。ピューリッツァー賞フィクション部門の選考委員であったフランク・マコーネルは、ゲイマンが選考対象外の英国人でなければ、文学界の反発があったとしても全力で推しただろうと発言している。本作を題材にした論文集・研究書・解説書も刊行された。コミック研究についてのオープンアクセスジャーナル ImageTexT が出したニール・ゲイマン特集号では、ゲイマンの「間テクスト性指向、文学と歴史への深く幅広い言及、コミックおよび短編・長編小説作家としての明白な力量」に研究対象として高い価値があるとされた。

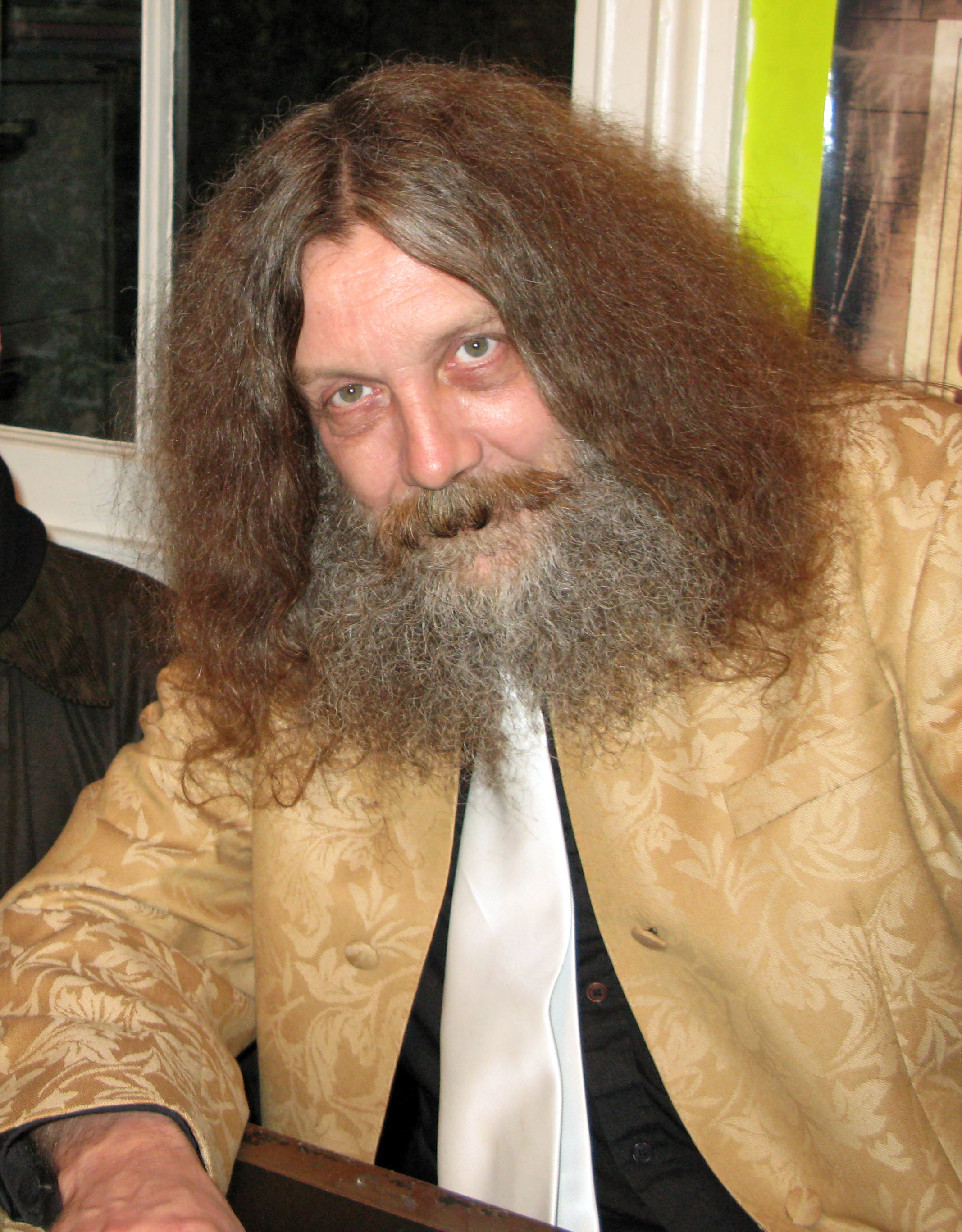
アラン・ムーア。駆け出しジャーナリストだったニール・ゲイマンはムーアから直接スクリプトの書き方を学び、コミック原作者の道に進んだ。

『サンドマン』はDCコミックス社の成人向けラインであるヴァーティゴを開拓した作品の一つでもある。はじめにその流れを作ったのは、1983年に『サガ・オブ・スワンプシング』誌の原作に起用された英国人アラン・ムーアだった。ムーアはアメリカン・コミックの枠にとらわれず、時代遅れのモンスター物だった同誌に抒情的な文章と鋭い社会批判を持ち込んだ。担当編集者カレン・バーガーは「知的で洗練された、文学性を持つコミックはそれが初めてだった」という。バーガーはDC社の英国担当となり、ムーアの後に続く英国人原作者を次々に発掘して頭角を現した。その中には『サンドマン』のニール・ゲイマンのほか、『アニマルマン』のグラント・モリソン、『ヘルブレイザー』のジェイミー・デラーノなどがいる。これらの原作者は「ブリティッシュ・インヴェイジョン」と呼ばれた。『サンドマン』などの人気を背景として、バーガーは1993年に作家性の強い作品を集めた新レーベル・ヴァーティゴを立ち上げ、女性を含む成人読者を対象に洗練された作品を送り出した。ジャンルとしてはファンタジーやホラーが主体で、ゲームを通じたこれらのジャンルの人気や、ゴス・エモなどのサブカルチャーの隆盛に後押しされて人気を得た。本作は『スワンプシング』や『ヘルブレイザー』と並んで看板タイトルとなり、「『サンドマン』はヴァーティゴと同義だ」の評価を得た。
ヴァーティゴは月刊コミックブック（標準32ページの冊子）をグラフィックノベル（単行本）として書籍化することにも意欲的であり、そこでも本作が主力商品となった。『サンドマン』が刊行されていた1990年代は、ダイレクト・マーケットを通じたコミック専門店の売り上げが低迷し、一般書店で売られるグラフィックノベルが台頭してきた時期だった。初期の本シリーズは月刊誌以外の形で刊行される予定がなかったため、数か月にわたる長編ストーリーでは、各エピソードの最初でそれとなく前号の要約を行うような配慮が必要だった。しかし後半の号はまとまった書籍として一気に読まれることを想定して書かれるようになった。月刊シリーズ終了後も本作はグラフィックノベルのシリーズとして書店に並び続け、新しい刊行形態の普及に貢献したとされる。

### ゴスカルチャーとの関わり

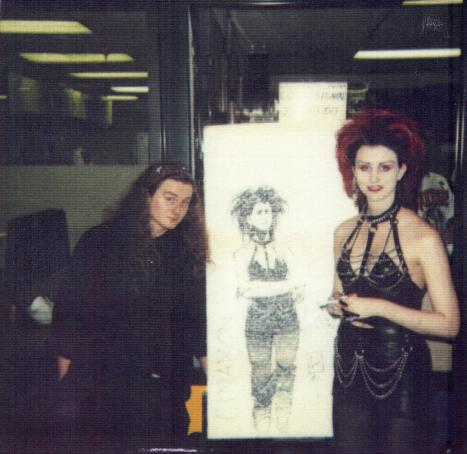
デスをデザインしたマイク・ドリンゲンバーグ（左）と、モデルとなったシナモン・ハドリー（右）。

本作はゴスカルチャーの一部となったコミック作品として『ザ・クロウ』などとともに名が挙げられる。ダークな雰囲気を持ち、内向的なファンタジーである本作はゴスの間で好まれた。制作チームが初めから意図していたわけではなかったが、登場人物のドリームやデスはゴスとみなされることが多い。特にマイク・ドリンゲンバーグがデザインしたデスは、蒼白な肌、黒一色の服装、ホルスの目のタトゥー、アンクのペンダントなどゴスカルチャーと親和性の高い要素を多く含み、美や知性と人格の強さを感じさせる描写と相まって、コミックファンではないゴスにも受け入れられた。デスのモデルとなった女性シナモン・ハドリーは、ウェブメディアpost-punk.comによる訃報記事の中でゴスファッションへの影響を高く評価された。

### 批判
第5巻「ゲーム・オブ・ユー」はマイノリティの扱いに関して批判を受けることがある。登場人物のワンダは男性として生まれ、女性としての自己認識を持つトランスジェンダーである。ワンダは作中で家族や隣人から女性性を否定されるだけでなく、肉体的に男性であることが理由で魔女の儀式に参加できず、それが遠因となって命を落とす。死後の魂は生まれつきの女性の姿で描かれる。トランスセクシュアルの作家レイチェル・ポラックは、このストーリーが作者ゲイマンのトランスジェンダーに対する不寛容を示すものだと批判した。メディア学の研究誌『シネマ・ジャーナル』では、メインストリーム・コミックで初めて本物のトランスジェンダーが扱われたことに一定の評価が与えられながらも、神霊を通じて提示されるジェンダー観が西欧的な価値観に縛られていることが批判された。
またアフリカ系の作家サミュエル・R・ディレイニーはこの巻の序文において、ワンダと同時に死んだキャラクターが作中唯一の黒人だったことを指摘した。ディレイニーによれば、読者の同情を引くため被抑圧者のキャラクターを死なせる展開は現実の支配的イデオロギーに沿ったもので、ファンタジー世界に組み込まれた「自然力」がそれを正当化しているのは問題があるという。ただし、ディレイニーは『サンドマン』に充溢するアイロニーと繊細さがそのような政治的パターンを相対化しているとも述べている。
これらの批判に対しては作者や批評家からの反論もある。作者ゲイマンによれば、物語中の「自然力」がワンダの女性性を認めなかったとしても、それは単に一つの視点を提示しているに過ぎず、彼自身は性自認に関するワンダの立場を支持しているという。トランスセクシュアルの作家ケイトリン・R・キアナンはポラックに一部同意しながら、作品全体としてはワンダを肯定的、共感的に描いていると評した。批評家デイヴィッド・ブラットマンは、作中で動物キャラクターや悪役の白人男性も殺されていることを批判者たちが無視していると指摘した。また、ワンダは「作中で唯一、高潔で英雄的、かつ勇敢で善良な行いをするキャラクター」として描かれており、だからこそ悲劇には彼女の死が必要なのだと擁護した。
他方では、このようなテーマをコミックで表現することそのものに対する批判も存在した。キリスト教原理主義団体であるアメリカ家族協会は本作の不買を表明し、版元ヴァーティゴに謝罪を求めた。また本作は、「ヤングアダルト対象書籍としては不適切」「家族の価値を損なう」「不快感を与える言葉遣い」のような理由により、複数のアメリカの図書館で規制の対象となってきた。2015年には、クラフトン・ヒルズ・カレッジの英語コースで「ドールズハウス」を含むグラフィックノベルが取り上げられたことに対し、ポルノグラフィを読むよう強制されたという抗議が学生から寄せられた。

## 単行本
本シリーズは初め、カラー32ページの月刊誌として刊行された。広告などを除くと各話は通例24ページだが、例外が8号ある。
当時、アメリカのコミック界では月刊コミックブックを再録した単行本（グラフィックノベル）はそれほど一般的ではなく、本作も単行本化される計画はなかった。しかし1989年に『ローリング・ストーン』誌で取り上げられて注目を集めた際に、同時期に刊行中だった二つ目の長編ストーリー「ドールズハウス」（第9–16号）の単行本化が急きょ企画された。タイトルは単に『サンドマン』とされた。デスが初登場した第8号 The Sound of Her Wings は一つ目の長編のエピローグにあたるが、特に人気が高かったため巻頭に掲載された。この売り上げが好調だったため、「ドールズハウス」を含む最初の3巻が別々のタイトルで刊行され、それらを集めた『サンドマン』ボックスセットが発売された。このとき第8号は第1巻「プレリュード&ノクターン」（第1–8号）の巻末に移された。最終的には月刊シリーズ全号が単行本化された。

### サンドマン・ライブラリー版
トレードペーパーバック全10巻。1999年時点で英国での発行数が25万部、米国では100万部以上とされる。2003年時点では19か国、13言語で翻訳出版され、全世界で700万部が発行されていた。2007年には発行数は1000万部を超えていた。
| 書名                   | 収録号                                                                            | 刊行年 | ISBN          |
| ---------------------- | --------------------------------------------------------------------------------- | ------ | ------------- |
| Preludes and Nocturnes | The Sandman #1–8 (1988-1989)                                                      | 1991   | 1-56389-011-9 |
| The Doll's House       | The Sandman #9–16 (1989-1990)                                                     | 1990   | 0-930289-59-5 |
| Dream Country          | The Sandman #17–20 (1990)                                                         | 1991   | 1-85286-441-9 |
| Season of Mists        | The Sandman #21–28 (1991-1992)                                                    | 1992   | 1-56389-035-6 |
| A Game of You          | The Sandman #32–37 (1991-1992)                                                    | 1993   | 1-56389-089-5 |
| Fables and Reflections | The Sandman #29–31, 38-40, 50, Sandman Special #1, Vertigo Preview #1 (1991-1993) | 1993   | 1-56389-105-0 |
| Brief Lives            | The Sandman #41–49 (1992-1993)                                                    | 1994   | 1-85286-577-6 |
| Worlds' End            | The Sandman #51–56 (1993)                                                         | 1994   | 1-4176-8617-0 |
| The Kindly Ones        | The Sandman #57–69, Vertigo Jam #1 (1993-1995)                                    | 1996   | 1-56389-204-9 |
| The Wake               | The Sandman #70–75 (1995-1996)                                                    | 1996   | 1-56389-287-1 |

2010年からは、後述のアブソルート版で新しく彩色されたアートを用いた New Edition（新版）の刊行が始まった。

### アブソルート版
DC社の愛蔵版シリーズ「アブソルート・エディション」の一つ。2006年11月に刊行された第1巻は99ドルの値段が付いた革装箱入りの豪華な本で、添付された冊子には、オリジナルシリーズの概要、DCコミックス社長による新しい序文、新しい後記、A Midsummer Night's Dream（第19号）の下描き・草稿などが収められていた。初期の号の多くは大幅に修正・再彩色が施されている。DC社は新版刊行のプロモーションとしてコミックブック第1号を再版した。
| 書名                         | 収録号 | 刊行年 | ISBN       |
| ---------------------------- | --- | ------ | ---------- |
| The Absolute Sandman, Vol. 1 | The Sandman #1–20 | 2006   | 1401210821 |
| The Absolute Sandman, Vol. 2 | The Sandman #21–39 | 2007   | 140121083X |
| The Absolute Sandman, Vol. 3 | The Sandman #40–56, Fear of Falling (Vertigo Preview #1), Sandman Special #1, How They Met Themselves (Vertigo: Winter's Edge #3) | 2008   | 1401210848 |
| The Absolute Sandman, Vol. 4 | The Sandman #57–75, The Castle (Vertigo Jam #1) | 2008   | 1401210856 |
| The Absolute Death           | The Sandman #8, 20, Death: The High Cost of Living, Death Talks About Life (AIDS pamphlet), Death: The Time of Your Life, A Winter's Tale (Vertigo: Winter's Edge #2), Death and Venice (The Sandman: Endless Nights), The Wheel (9-11, 2001 vol.2), A Death Gallery extra | 2009   | 1401224636 |
| The Absolute Sandman, Vol. 5 | The Sandman: Endless Nights, The Sandman: The Dream Hunters (novel), The Sandman: The Dream Hunters (comics), Sandman Midnight Theatre | 2011   | 1401232027 |

### アノテーテッド版
本作には多様な文芸、聖書やオカルト、実在の人物からの引用やパスティーシュが含まれており、それらを詳解した注釈付きの版が発売された。注釈作業はホームズや吸血鬼ドラキュラ の注釈本で知られるレスリー・S・クリンガーがスクリプト原本を元に行った。
アノテーテッド（注釈）版第1巻は2012年1月に12×12インチの白黒本として刊行された。注釈はページ毎・コマ毎に行われ、ゲイマンのスクリプトからの抜書きが載せられたほか、歴史・神話・DC世界に対して幅広く行われている引用が解説された。アノテーテッド版第1巻は2012年にブラム・ストーカー賞最優秀ノンフィクション賞にノミネートされた。
| 書名                      | 収録号                                                                                      | 刊行年 | ISBN       |
| ------------------------- | ------------------------------------------------------------------------------------------- | ------ | ---------- |
| Annotated Sandman, Vol. 1 | The Sandman #1–20                                                                           | 2012   | 1401233325 |
| Annotated Sandman, Vol. 2 | The Sandman #21–39                                                                          | 2012   | 1401235662 |
| Annotated Sandman, Vol. 3 | The Sandman #40–56, Sandman Special #1, How They Met Themselves (Vertigo: Winter's Edge #3) | 2014   | 1401241026 |
| Annotated Sandman, Vol. 4 | The Sandman #57–75, The Castle (Vertigo Jam #1)                                             | 2015   | 1401243223 |

### オムニバス版
2013年には『サンドマン』シリーズ25周年を記念して、重厚なハードカバー本「サンドマン・オムニバス」が発売された。ゲイマンのサインが入った箱入り銀箔押し装丁の特別版も発売された。
| 書名                       | 収録号 | 刊行年 | ISBN       |
| -------------------------- | --- | ------ | ---------- |
| The Sandman Omnibus Vol. 1 | The Sandman #1–37, Sandman Special #1 | 2013   | 1401241883 |
| The Sandman Omnibus Vol. 2 | The Sandman #38–75, The Castle (Vertigo Jam #1), How They Met Themselves (Vertigo: Winter's Edge #3) | 2013   | 1401243142 |
| The Sandman Omnibus Vol. 3 | The Sandman: Overture #1-6, The Sandman: The Dream Hunters (novel), The Sandman: The Dream Hunters #1-4 (comic), The Sandman: Endless Nights, Sandman Midnite Theater #1, Death: The High Cost of Living #1-3, Death: The Time of Your Life #1-3, The Flowers of Romance (Vertigo: Winter's Edge #1), How They Met Themselves (Vertigo: Winter's Edge #3) | 2019   | 1401287735 |

### 日本語版
1998年から翌年にかけて、海法紀光と柳下毅一郎の翻訳により、原書の第3巻までが5冊に分けられて刊行された（柳下が「ドールズハウス」を、海法が他3冊を翻訳）。1999年にはスピンオフ作品『デス―ハイ・コスト・オブ・リビング』が、2000年には夢枕獏と小野耕世の翻訳により『夢の狩人―The sandman』が刊行された。版元インターブックスによると当時は作品や作者の知名度が低く、売れ行きは芳しくなかったという。
| 書名                                      | 収録号                                                      | 刊行年 | ISBN       |
| ----------------------------------------- | ----------------------------------------------------------- | ------ | ---------- |
| サンドマン 1: プレリュード&ノクターン・上 | The Sandman #1–4                                            | 1998   | 4924914061 |
| サンドマン 2: プレリュード&ノクターン・下 | The Sandman #5–8                                            | 1998   | 492491407X |
| サンドマン 3: ドールズハウス・上          | The Sandman #9–12                                           | 1998   | 4924914088 |
| サンドマン 4: ドールズハウス・下          | The Sandman #13–16                                          | 1998   | 4924914096 |
| サンドマン 5: ドリームカントリー          | The Sandman #17–20                                          | 1999   | 4924914304 |
| デス―ハイ・コスト・オブ・リビング         | Death: The High Cost of Living #1–3, Death Talks about Life | 1999   | 492491410X |
| 夢の狩人―The sandman                      | The Sandman: The Dream Hunters (novel)                      | 2000   | 4924914339 |

2012年の『S-Fマガジン』に掲載された日本語版の短評では、「アメコミの枠を超えた幻想的な世界像と、スタイリッシュな語りの魅力で人気を博し … アメコミ、グラフィックノベルに再度光の当たっている今こそ、全巻の刊行を期待する」とされた。
2021年にオーディオドラマが、翌年に実写版が日本展開されたのを受けて、インターブックスから日本語版が新訳で復刊された。第1弾は The Sandman: Overture 30th Anniversary Edition を底本とする『サンドマン 序曲』（2023年4月）である。
| 書名                       | 収録号                                                       | 刊行年 | ISBN           |
| -------------------------- | ------------------------------------------------------------ | ------ | -------------- |
| サンドマン 序曲            | The Sandman: Overture #1–6                                   | 2023   | 978-4924914810 |
| サンドマン1 前奏曲と夜想曲 | The Sandman #1–8                                             | 2023   | 978-4924914834 |
| サンドマン2 人形の家       | The Sandman #9-16                                            | 2023   | 978-4924914841 |
| サンドマン3 夢の国         | The Sandman #17–20, The Sandman: Endless Nights Chapter 1, 2 | 2024   | 978-4924914858 |
| サンドマン4 霧の季節       | The Sandman #21–28                                           | 2024   | 978-4924914902 |

## スピンオフ作品など
en:List of The Sandman spinoffsも参照のこと。

### ゲイマンによるスピンオフ
ゲイマンは本編の刊行中にデスを中心とするミニシリーズを2編書いている。1993年3月から5月にかけて刊行された『デス―ハイ・コスト・オブ・リビング』では、デスが命の有限性について学ぶため1世紀ごとに人間としての生を生きるという寓話が語られた。同作はDCの成人読者向けインプリントであるヴァーティゴから最初に刊行されたタイトルだった。1996年に出された続編『デス―タイム・オブ・ユア・ライフ』では、デスは背景に引っ込み、本編第5巻で登場したレズビアンのカップル、フォックスグローブとヘイゼルの関係が物語の中心となった。
1993年末に行われたヴァーティゴのクロスオーバーイベント The Children's Crusade では、本作第4巻の短編で登場した幽霊の少年たちを主役とするタイトル The Dead Boy Detectives が描かれた。その後、同タイトルは別の原作者の手によって数回にわたって刊行された。
1998年から2000年にかけて3号が刊行されたヴァーティゴの年刊アンソロジー Vertigo: Winter's Edge にはエンドレスを主役とする短編が掲載されていた。The Flowers of Romance（1998年）では、欲望の生き物であるサテュロスの生き残りがデザイアに最後の願いをする。A Winter's Tale（1999年）では、デスが酷薄な死の運び手から現在のような共感的なキャラクターに変わった経緯が語られる。How They Met Themselves（2000年）では、芸術家の夫に裏切られた女性が毒をあおり、こと切れるまでの短い間に、デザイアから真に愛していた相手を知る機会を与えられる。
1999年、ゲイマンは天野喜孝のイラストレーションで中編小説 The Sandman: The Dream Hunters を書いた（邦題『夢の狩人―The sandman』）。日本の山奥に住む僧侶を化かそうとするうち恋に落ちた狐の物語で、『サンドマン』シリーズの短編でよくあるようにドリームは脇役となる。同書の後書きでは実在する民話が下敷きになったと書かれたが、出典とされた『日本昔話』（英子セオドラ尾崎による英訳）には該当する物語は存在しない。ゲイマンはあからさまな嘘として書いた文章がうまく伝わらなかったと述べている。本作は後にP・クレイグ・ラッセルの作画でコミック化され、全4号のミニシリーズとしてヴァーティゴから刊行された（2009年1–4月）。
2003年、ドリーム（モルフェウス）と兄弟姉妹を主人公とする7篇の物語を集めた『エンドレス・ナイツ (The Sandman: Endless Nights)』が出版された。物語の時代設定は様々だが、本編完結後の出来事を描いたものもあった。作画は作品ごとに異なるアーティストが担当した。同書は『ニューヨーク・タイムズ』ベストセラーリストのハードカバー部門に名を連ねた最初のグラフィックノベルだった。
『サンドマン』の刊行25周年には本編の前日譚『サンドマン 序曲』(The Sandman: Overture)が書かれ、J・H・ウィリアムズIIIの作画で全6号のリミテッドシリーズとして刊行された。これまで漠然としか語られていなかった本編開始以前のドリーム（モルフェウス）の冒険を描いたもので、それによって彼が疲弊していたことが、本作冒頭で人間の魔術に捕らわれてしまった原因だとされた。第1号の発行は2013年10月30日であった。制作者へのインタビューとオリジナルイラストレーションが収録された特別版が各号について刊行された。『序曲』は2016年にヒューゴー賞の最優秀グラフィック・ストーリー部門を受賞した。

### ゲイマン以外によるスピンオフ
本編完結直後の1996年に発刊された『ドリーミング』は本作とキャラクターや舞台設定を共有しているが、ゲイマンはドリームやほかのエンドレスについては自由に使用する許可を与えなかった。『ドリーミング』は60号で終了した。1997年からは「サンドマン・プレゼンツ」のタイトルの下、『サンドマン』の登場人物を主人公とした単発作品の刊行が始まった。そのうちの一作、『サンドマン・プレゼンツ: ルシファー』（1999年）から発展した定期シリーズ『ルシファー』は2000年から全75号が発行され、テレビドラマ（『LUCIFER/ルシファー』）にもなった。
1996年、ゲイマンとエド・クレイマーの編集により短編小説のアンソロジー『ブック・オブ・ドリームス (The Sandman: Book of Dreams)』が刊行された。著者にはコリン・グリーンランド、トーリ・エイモス、スザンナ・クラークらが名を連ねた。
原作者兼作画家のジル・トンプソンは『サンドマン』のキャラクターを使ったコミック作品を何冊か描いている。日本マンガのスタイルで描かれた Death: At Death's Door は本編第4巻「シーズン・オブ・ミスツ」と並行して起きた出来事を描く作品で、2003年にDCコミックのベストセラーの一つとなった。The Little Endless Storybook はエンドレスたちを子供として描いた児童書である。2010年にはその続編 Delirium's Party: A Little Endless Storybook が出された。
2018年8月からDCユニバース内の「サンドマン」関連タイトルを集めた新ライン『サンドマン・ユニバース (The Sandman Universe)』の刊行が開始された。

### 他の作品とのクロスオーバー
ゲイマンは1995年にマット・ワグナーと共著で単巻作品『サンドマン・ミッドナイトシアター』を書いた。同作は初代サンドマン（ウェスリー・ドッズ）を主人公とするシリーズ『サンドマン・ミステリーシアター』のスピンオフで、ドリームとドッズの短い邂逅が描かれている。2001年、ドリームは『グリーンアロー』（第3シリーズ第9号）の回想シーンに登場した。これは本作で語られた70年の幽閉の間に起きた出来事である。本作完結後のドリーム（ダニエル）はグラント・モリソン原作期の『JLA』（1998年、第22–23号）に登場したほか、『JSA』（2005年、第80号）において両親リタ・ホールとヘクターを保護する姿が描かれている。
人気キャラクターのデスは他誌へのカメオ出演も多かったが、1990年の『キャプテン・アトム』誌（第42–43号）では本シリーズの設定と矛盾する役割を与えられた。これを受けて、DC社がエンドレスのキャラクターを使うときにはゲイマンの許可が必要だという取り決めがなされた。2010年に『アクション・コミックス』（第894号）でスーパーマンの宿敵レックス・ルーサーが死んだときには、ゲイマンの執筆協力の下でデスが登場した。
2017年に始まったDC社の大型クロスオーバー『バットマン・メタル』では、2011年の世界再編イベント『New 52』以来DC世界と交わってこなかったドリーム（ダニエル）が、スーパーヒーローたちに宇宙創成の物語を明かすという大きな役割を持って登場した。メインライターのスコット・スナイダーは、思い入れのあるドリームの使用許可をニール・ゲイマンから与えられたことを「掛け値なしに人生で最高の出来事の一つ」と述べた。

### オマージュ作品
トーリ・エイモスの楽曲 Tear in Your Hand（1992年のアルバム『リトル・アースクウェイクス』収録）の歌詞には、「ニール（ゲイマン）」と「夢の王」に触れた個所がある。後にエイモスとゲイマンは親交を持つようになった。本作の登場人物デリリウムのキャラクターは部分的にエイモスからヒントを得ていると言われる。2006年にはゲイマン作品を題材にしたトリビュート・アルバム Where's Neil When You Need Him? が制作され、エイモスもエンドレスのデザイアにインスパイアされた楽曲 Sister Named Desire を提供した。

## メディア展開

### 映像化
1990年代の後半から、DCの親会社であるワーナー・ブラザースは本作の映画化を繰り返し試み続けた。1996年には『パルプ・フィクション』の原案で知られるロジャー・エイヴァリーが監督に指名された。パイレーツ・オブ・カリビアンの脚本家テッド・エリオットとテリー・ロッシオがスクリプト初稿を書き、エイヴァリーとともに改稿した。この時点では、映画版のストーリーは「プレリュード&ノクターン」と「ドールズハウス」が元になっていた。しかしエイヴァリーはエグゼクティブ・プロデューサーのジョン・ピーターズ（映画『バットマン』や製作中止になった Superman Lives で知られる）と意見が衝突して解任された。企画は続行したが、脚本は改稿が重ねられた。この時期、主人公ドリームは悪と闘う一般的なスーパーヒーローのように描かれる方針だったと伝えられている。ゲイマンはワーナーから最後に送られた脚本を「それまで見た『サンドマン』スクリプトの中で最悪だったし、それどころか私が読んだあらゆるスクリプトの中で最悪だった」と評した。1998年時点の脚本草稿はウェブサイト Ain't It Cool News によって酷評されている。
映画版の企画が難航したため、DC社はテレビシリーズ化に目を転じた。親会社ワーナー・ブラザースと離れてケーブルチャンネルHBOと組んだ企画は実現に至らなかった。このときの製作にはジェームズ・マンゴールドが関わっていた。2010年9月にはワーナー・ブラザース・テレビジョンがテレビシリーズ製作権の取得に動き、『スーパーナチュラル』原案のエリック・クリプキが製作者候補に挙げられた。2011年3月、ニール・ゲイマンはブログでDCとともにクリプキの製作方針を検討したことを伝えたが、結局クリプキはテレビシリーズの企画から外れたと報じられた。
2013年12月、デヴィッド・S・ゴイヤーが脚本の責任者、ジョセフ・ゴードン＝レヴィットが主演兼監督、ニール・ゲイマンがエグゼクティブ・プロデューサーを務める映画版の企画が進行中だと報じられた。当初の脚本執筆はジャック・ソーンが行った。配給はニュー・ライン・シネマであった。2015年10月、ゴイヤーは翌年から製作が開始される予定だと述べた。2016年3月、『ハリウッド・リポーター』はエリック・ハイセラーによって脚本の改稿が行われると報じた。その翌日、ゴードン＝レヴィットはニュー・ライン社とクリエイティブ面で意見が衝突して監督を降板したと告知した。2016年11月9日にio9が伝えたところでは、ハイセラーは脚本の草稿を提出したものの、原作の長大な構成は映画よりもテレビシリーズ向きだ発言して製作から身を引いたという。
2019年7月、全11話のドラマシリーズがNetflixから配信されることが報じられた。エグゼクティブ・プロデューサーには原作者ゲイマンのほかアラン・ハインバーグとデヴィッド・S・ゴイヤーが名を連ねた。ストーリーの主体は第1巻「プレリュード&ノクターン」から取られており、時代設定は現代に改められた。本作の権利者ワーナー・ブラザースとNetflixとの間に結ばれた契約は「[DC社の] テレビシリーズでもっとも高額」とされている。

### オーディオドラマ
2020年7月、Audibleからオーディオドラマ版 The Sandman が配信された。単行本第3巻までの内容が延べ11時間の20話で構成されており、原作者ゲイマンは製作に携わるとともにナレーターも務める。ジェームズ・マカヴォイが主人公ドリームを演じる。同作は2021年1月時点でアマゾンオリジナルAudibleタイトルのベストセラー第一位だった。続編の配信も予定されており、シーズン2は原作第4—6巻の一部、シーズン3は第7, 8巻の内容が元になる。2022年には森川智之（ドリーム役）、今井翼（ナレーション）などによる日本語版20話が配信された。

### 『LUCIFER/ルシファー』
DCとフォックスは2014年に『サンドマン』のキャラクターであるルシファーを前面に出したテレビシリーズを企画した。Lucifer（邦題『LUCIFER/ルシファー』）第1話はFoxネットワークを通じて2016年1月25日に放映された。同シリーズは原作からルシファーの基本設定を引き継いでいるが、内容的にはオリジナル性が強く、ドリームも登場しない。Foxによる放映は視聴率が振わなかったため第3シーズンで打ち切られたが、2019年からNetflixが代わって第4シーズンを配信することが決定した。

### 『デッドボーイ探偵社』
2023年11月12日、Geeked Weekにてテレビドラマ「サンドマン」のスピンオフとして、Dead Boy Detectivesを主人公としたドラマがNetflixにて配信されることが発表された。元々はHBO Maxにて製作される予定だったが、DCユニバースとの関係によりNetflixへと移った。
2024年4月25日、Netflixにて配信予定。

## クレジット
発行日以外のデータは Bender 1999, pp. 264–270 による。
| 単行本  | 号                | タイトル                                                    | ライター    | ペンシラー                                                              | インカー                                                                      | カラーリスト                           | レタラー      | 発行日  |
| ------- | ----------------- | ----------------------------------------------------------- | ----------- | ----------------------------------------------------------------------- | ----------------------------------------------------------------------------- | -------------------------------------- | ------------- | ------- |
| vol. 1  | 1                 | Sleep of the Just                                           | Neil Gaiman | Sam Kieth                                                               | Mike Dringenberg                                                              | Robbie Busch                           | Todd Klein    | 1989/1  |
| vol. 1  | 2                 | Imperfect Hosts                                             | Neil Gaiman | Sam Kieth                                                               | Mike Dringenberg                                                              | Robbie Busch                           | Todd Klein    | 1989/2  |
| vol. 1  | 3                 | Dream a Little Dream of Me                                  | Neil Gaiman | Sam Kieth                                                               | Mike Dringenberg                                                              | Robbie Busch                           | Todd Klein    | 1989/3  |
| vol. 1  | 4                 | A Hope in Hell                                              | Neil Gaiman | Sam Kieth                                                               | Mike Dringenberg                                                              | Robbie Busch                           | Todd Klein    | 1989/4  |
| vol. 1  | 5                 | Passengers                                                  | Neil Gaiman | Sam Kieth                                                               | Malcolm Jones III                                                             | Robbie Busch                           | Todd Klein    | 1989/5  |
| vol. 1  | 6                 | 24 Hours                                                    | Neil Gaiman | Mike Dringenberg                                                        | Malcolm Jones III                                                             | Robbie Busch                           | Todd Klein    | 1989/6  |
| vol. 1  | 7                 | Sound and Fury                                              | Neil Gaiman | Mike Dringenberg                                                        | Malcolm Jones III                                                             | Robbie Busch                           | Todd Klein    | 1989/7  |
| vol. 1  | 8                 | The Sound of Her Wings                                      | Neil Gaiman | Mike Dringenberg                                                        | Malcolm Jones III                                                             | Robbie Busch                           | Todd Klein    | 1989/8  |
|         |                   |                                                             |             |                                                                         |                                                                               |                                        |               |         |
| vol. 2  | 9                 | Tales in the Sand                                           | Neil Gaiman | Mike Dringenberg                                                        | Malcolm Jones III                                                             | Robbie Busch                           | Todd Klein    | 1989/9  |
| vol. 2  | 10                | The Doll's House                                            | Neil Gaiman | Mike Dringenberg                                                        | Malcolm Jones III                                                             | Robbie Busch                           | Todd Klein    | 1989/11 |
| vol. 2  | 11                | Moving In                                                   | Neil Gaiman | Mike Dringenberg                                                        | Malcolm Jones III                                                             | Robbie Busch                           | John Costanza | 1989/12 |
| vol. 2  | 12                | Playing House                                               | Neil Gaiman | Chris Bachalo                                                           | Malcolm Jones III                                                             | Robbie Busch                           | John Costanza | 1990/1  |
| vol. 2  | 13                | Men of Good Fortune                                         | Neil Gaiman | Michael Zulli                                                           | Steve Parkhouse                                                               | Robbie Busch                           | Todd Klein    | 1990/2  |
| vol. 2  | 14                | Collectors                                                  | Neil Gaiman | Mike Dringenberg                                                        | Malcolm Jones III                                                             | Robbie Busch                           | Todd Klein    | 1990/3  |
| vol. 2  | 15                | Into the Night                                              | Neil Gaiman | Mike Dringenberg                                                        | Malcolm Jones III                                                             | Robbie Busch                           | Todd Klein    | 1990/4  |
| vol. 2  | 16                | Lost Hearts                                                 | Neil Gaiman | Mike Dringenberg                                                        | Malcolm Jones III                                                             | Robbie Busch                           | Todd Klein    | 1990/6  |
|         |                   |                                                             |             |                                                                         |                                                                               |                                        |               |         |
| vol. 3  | 17                | Calliope                                                    | Neil Gaiman | Kelley Jones                                                            | Malcolm Jones III                                                             | Robbie Busch                           | Todd Klein    | 1990/7  |
| vol. 3  | 18                | A Dream of a Thousand Cats                                  | Neil Gaiman | Kelley Jones                                                            | Malcolm Jones III                                                             | Robbie Busch                           | Todd Klein    | 1990/8  |
| vol. 3  | 19                | A Midsummer Night's Dream                                   | Neil Gaiman | Charles Vess                                                            | Charles Vess                                                                  | Steve Oliff                            | Todd Klein    | 1990/9  |
| vol. 3  | 20                | Façade                                                      | Neil Gaiman | Colleen Doran                                                           | Malcolm Jones III                                                             | Steve Oliff                            | Todd Klein    | 1990/10 |
|         |                   |                                                             |             |                                                                         |                                                                               |                                        |               |         |
| vol. 4  | 21                | Prologue                                                    | Neil Gaiman | Mike Dringenberg                                                        | Malcolm Jones III                                                             | Steve Oliff                            | Todd Klein    | 1990/12 |
| vol. 4  | 22                | Chapter 1                                                   | Neil Gaiman | Kelley Jones                                                            | Malcolm Jones III                                                             | Steve Oliff                            | Todd Klein    | 1991/1  |
| vol. 4  | 23                | Chapter 2                                                   | Neil Gaiman | Kelley Jones                                                            | Malcolm Jones III                                                             | Daniel Vozzo                           | Todd Klein    | 1991/2  |
| vol. 4  | 24                | Chapter 3                                                   | Neil Gaiman | Kelley Jones                                                            | P. Craig Russell                                                              | Daniel Vozzo                           | Todd Klein    | 1991/3  |
| vol. 4  | 25                | Chapter 4                                                   | Neil Gaiman | Matt Wagner                                                             | Malcolm Jones III                                                             | Daniel Vozzo                           | Todd Klein    | 1991/4  |
| vol. 4  | 26                | Chapter 5                                                   | Neil Gaiman | Kelley Jones                                                            | George Pratt                                                                  | Daniel Vozzo                           | Todd Klein    | 1991/5  |
| vol. 4  | 27                | Chapter 6                                                   | Neil Gaiman | Kelley Jones                                                            | Dick Giordano                                                                 | Daniel Vozzo                           | Todd Klein    | 1991/6  |
| vol. 4  | 28                | Epilogue                                                    | Neil Gaiman | Mike Dringenberg                                                        | George Pratt                                                                  | Daniel Vozzo                           | Todd Klein    | 1991/7  |
|         |                   |                                                             |             |                                                                         |                                                                               |                                        |               |         |
| vol. 5  | 32                | Chapter 1, Slaughter on Fifth Avenue                        | Neil Gaiman | Shawn McManus                                                           | Shawn McManus                                                                 | Daniel Vozzo                           | Todd Klein    | 1991/11 |
| vol. 5  | 33                | Chapter 2, Lullabies of Broadway                            | Neil Gaiman | Shawn McManus                                                           | Shawn McManus                                                                 | Daniel Vozzo                           | Todd Klein    | 1991/12 |
| vol. 5  | 34                | Chapter 3, Bad Moon Rising                                  | Neil Gaiman | Colleen Doran                                                           | George Pratt / Dick Giordano                                                  | Daniel Vozzo                           | Todd Klein    | 1992/1  |
| vol. 5  | 35                | Chapter 4, Beginning to See the Light                       | Neil Gaiman | Shawn McManus                                                           | Shawn McManus                                                                 | Daniel Vozzo                           | Todd Klein    | 1992/2  |
| vol. 5  | 36                | Chapter 5, Over the Sea to Sky                              | Neil Gaiman | Shawn McManus / Bryan Talbot                                            | Shawn McManus / Stan Woch                                                     | Daniel Vozzo                           | Todd Klein    | 1992/4  |
| vol. 5  | 37                | Chapter 6, I Woke Up and One of Us Was Crying               | Neil Gaiman | Shawn McManus                                                           | Shawn McManus                                                                 | Daniel Vozzo                           | Todd Klein    | 1992/5  |
|         |                   |                                                             |             |                                                                         |                                                                               |                                        |               |         |
| vol. 6  | Vertigo Preview 1 | Fear of Falling                                             | Neil Gaiman | Kent Williams                                                           | Kent Williams                                                                 | Sherilyn van Valkenburgh               | Todd Klein    | 1992/12 |
| vol. 6  | 31                | Distant Mirrors - Three Septembers and a January            | Neil Gaiman | Shawn McManus                                                           | Shawn McManus                                                                 | Daniel Vozzo                           | Todd Klein    | 1991/10 |
| vol. 6  | 29                | Distant Mirrors - Thermidor                                 | Neil Gaiman | Stan Woch                                                               | Dick Giordano                                                                 | Daniel Vozzo                           | Todd Klein    | 1991/8  |
| vol. 6  | 38                | Convergence - The Hunt                                      | Neil Gaiman | Duncan Eagleson                                                         | Vince Locke                                                                   | Daniel Vozzo                           | Todd Klein    | 1992/6  |
| vol. 6  | 30                | Distant Mirrors - August                                    | Neil Gaiman | Bryan Talbot                                                            | Stan Woch                                                                     | Daniel Vozzo                           | Todd Klein    | 1991/9  |
| vol. 6  | 39                | Convergence - Soft Places                                   | Neil Gaiman | John Watkiss                                                            | John Watkiss                                                                  | Daniel Vozzo                           | Todd Klein    | 1992/7  |
| vol. 6  | Sandman Special   | The Song of Orpheus                                         | Neil Gaiman | Bryan Talbot                                                            | Mark Buckingham                                                               | Daniel Vozzo                           | Todd Klein    | 1991/10 |
| vol. 6  | 40                | Convergence - The Parliament of Rooks                       | Neil Gaiman | Jill Thompson                                                           | Vince Locke                                                                   | Daniel Vozzo                           | Todd Klein    | 1992/8  |
| vol. 6  | 50                | Distant Mirrors - Ramadan                                   | Neil Gaiman | P.Craig Russell                                                         | P.Craig Russell                                                               | Lovern Kindzierski / Digital Chameleon | Todd Klein    | 1993/6  |
|         |                   |                                                             |             |                                                                         |                                                                               |                                        |               |         |
| vol. 7  | 41                | Chapter 1                                                   | Neil Gaiman | Jill Thompson                                                           | Vince Locke                                                                   | Daniel Vozzo                           | Todd Klein    | 1992/9  |
| vol. 7  | 42                | Chapter 2                                                   | Neil Gaiman | Jill Thompson                                                           | Vince Locke                                                                   | Daniel Vozzo                           | Todd Klein    | 1992/10 |
| vol. 7  | 43                | Chapter 3                                                   | Neil Gaiman | Jill Thompson                                                           | Vince Locke                                                                   | Daniel Vozzo                           | Todd Klein    | 1992/11 |
| vol. 7  | 44                | Chapter 4                                                   | Neil Gaiman | Jill Thompson                                                           | Vince Locke                                                                   | Daniel Vozzo                           | Todd Klein    | 1992/12 |
| vol. 7  | 45                | Chapter 5                                                   | Neil Gaiman | Jill Thompson                                                           | Vince Locke                                                                   | Daniel Vozzo                           | Todd Klein    | 1993/1  |
| vol. 7  | 46                | Chapter 6                                                   | Neil Gaiman | Jill Thompson                                                           | Vince Locke                                                                   | Daniel Vozzo                           | Todd Klein    | 1993/2  |
| vol. 7  | 47                | Chapter 7                                                   | Neil Gaiman | Jill Thompson                                                           | Vince Locke / Dick Giordano                                                   | Daniel Vozzo                           | Todd Klein    | 1993/3  |
| vol. 7  | 48                | Chapter 8                                                   | Neil Gaiman | Jill Thompson                                                           | Vince Locke                                                                   | Daniel Vozzo                           | Todd Klein    | 1993/4  |
| vol. 7  | 49                | Chapter 9                                                   | Neil Gaiman | Jill Thompson                                                           | Vince Locke                                                                   | Daniel Vozzo                           | Todd Klein    | 1993/5  |
|         |                   |                                                             |             |                                                                         |                                                                               |                                        |               |         |
| vol. 8  | 51                | A Tale of Two Cities                                        | Neil Gaiman | Alec Stevens / Bryan Talbot                                             | Alec Stevens / Mark Buckingham                                                | Daniel Vozzo                           | Todd Klein    | 1993/7  |
| vol. 8  | 52                | Cluracan's Tale                                             | Neil Gaiman | John Watkiss / Bryan Talbot                                             | John Watkiss / Mark Buckingham                                                | Daniel Vozzo                           | Todd Klein    | 1993/8  |
| vol. 8  | 53                | Hob's Leviathan                                             | Neil Gaiman | Michael Zulli / Bryan Talbot                                            | Dick Giordano / Mark Buckingham                                               | Daniel Vozzo                           | Todd Klein    | 1993/9  |
| vol. 8  | 54                | The Golden Boy                                              | Neil Gaiman | Michael Allred / Bryan Talbot                                           | Michael Allred / Mark Buckingham                                              | Daniel Vozzo                           | Todd Klein    | 1993/10 |
| vol. 8  | 55                | Cerements                                                   | Neil Gaiman | Shea Anton Pensa / Bryan Talbot                                         | Vince Locke / Mark Buckingham                                                 | Daniel Vozzo                           | Todd Klein    | 1993/11 |
| vol. 8  | 56                | Worlds' End                                                 | Neil Gaiman | Gary Amaro / Bryan Talbot                                               | Dick Giordano / Steve Leialoha / Tony Harris / Mark Buckingham / Bryan Talbot | Daniel Vozzo                           | Todd Klein    | 1993/12 |
|         |                   |                                                             |             |                                                                         |                                                                               |                                        |               |         |
| vol. 9  | Vertigo Jam 1     | The Castle                                                  | Neil Gaiman | Kevin Nowlan                                                            | Kevin Nowlan                                                                  | Daniel Vozzo                           | Kevin Nowlan  | 1993/7  |
| vol. 9  | 57                | 1                                                           | Neil Gaiman | Marc Hempel                                                             | Marc Hempel                                                                   | Daniel Vozzo                           | Todd Klein    | 1994/2  |
| vol. 9  | 58                | 2                                                           | Neil Gaiman | Marc Hempel                                                             | D'Israeli                                                                     | Daniel Vozzo                           | Todd Klein    | 1994/3  |
| vol. 9  | 59                | 3                                                           | Neil Gaiman | Marc Hempel                                                             | D'Israeli                                                                     | Daniel Vozzo                           | Todd Klein    | 1994/4  |
| vol. 9  | 60                | 4                                                           | Neil Gaiman | Marc Hempel                                                             | D'Israeli                                                                     | Daniel Vozzo                           | Todd Klein    | 1994/6  |
| vol. 9  | 61                | 5                                                           | Neil Gaiman | Marc Hempel                                                             | Marc Hempel / D'Israeli                                                       | Daniel Vozzo                           | Todd Klein    | 1994/7  |
| vol. 9  | 62                | 6                                                           | Neil Gaiman | Glyn Dillon / Charles Vess / Dean Ormston                               | Glyn Dillon / Charles Vess / D'Israeli                                        | Daniel Vozzo                           | Todd Klein    | 1994/8  |
| vol. 9  | 63                | 7                                                           | Neil Gaiman | Marc Hempel                                                             | Marc Hempel                                                                   | Daniel Vozzo                           | Todd Klein    | 1994/9  |
| vol. 9  | 64                | 8                                                           | Neil Gaiman | Teddy Kristiansen                                                       | Teddy Kristiansen                                                             | Daniel Vozzo                           | Todd Klein    | 1994/11 |
| vol. 9  | 65                | 9                                                           | Neil Gaiman | Marc Hempel                                                             | Richard Case                                                                  | Daniel Vozzo                           | Todd Klein    | 1994/12 |
| vol. 9  | 66                | 10                                                          | Neil Gaiman | Marc Hempel                                                             | Richard Case                                                                  | Daniel Vozzo                           | Todd Klein    | 1995/1  |
| vol. 9  | 67                | 11                                                          | Neil Gaiman | Marc Hempel                                                             | Richard Case                                                                  | Daniel Vozzo                           | Todd Klein    | 1995/2  |
| vol. 9  | 68                | 12                                                          | Neil Gaiman | Marc Hempel / Richard Case                                              | Richard Case                                                                  | Daniel Vozzo                           | Todd Klein    | 1995/5  |
| vol. 9  | 69                | 13                                                          | Neil Gaiman | Marc Hempel                                                             | Marc Hempel                                                                   | Daniel Vozzo                           | Todd Klein    | 1995/7  |
|         |                   |                                                             |             |                                                                         |                                                                               |                                        |               |         |
| vol. 10 | 70                | Chapter 1, Which Occurs in the Wake of What Has Gone Before | Neil Gaiman | Michael Zulli                                                           | Michael Zulli                                                                 | Daniel Vozzo                           | Todd Klein    | 1995/8  |
| vol. 10 | 71                | Chapter 2, In Which a Wake is Held                          | Neil Gaiman | Michael Zulli                                                           | Michael Zulli                                                                 | Daniel Vozzo                           | Todd Klein    | 1995/9  |
| vol. 10 | 72                | Chapter 3, In Which We Wake                                 | Neil Gaiman | Michael Zulli                                                           | Michael Zulli                                                                 | Daniel Vozzo                           | Todd Klein    | 1995/11 |
| vol. 10 | 73                | An Epilogue, Sunday Mourning                                | Neil Gaiman | Michael Zulli                                                           | Michael Zulli                                                                 | Daniel Vozzo                           | Todd Klein    | 1995/12 |
| vol. 10 | 74                | Exiles                                                      | Neil Gaiman | Jon J Muth                                                              | Jon J Muth                                                                    | Jon J Muth                             | Todd Klein    | 1996/1  |
| vol. 10 | 75                | The Tempest                                                 | Neil Gaiman | Charles Vess (w/ help from Bryan Talbot / John Ridgway / Michael Zulli) | Charles Vess                                                                  | Daniel Vozzo                           | Todd Klein    | 1996/3  |

1. ↑  単行本 New Edition では Danniel Vozzo[486]。
2. ↑  with special thanks to Don Carola (#6).
3. ↑  単行本 New Edition ではZylonol[487]。
4. ↑   with help from Sam Kieth (#15).
5. ↑  with material from William Shakespeare (#19).
6. ↑  単行本 New Edition では Daniel Vozzo[488]。
7. ↑  発売日[105]。
8. ↑  発売日[489]。
9. ↑  発売日[490]。
10. ↑  with additional material taken from the play by William Shakespeare (#75).